# Biserica Sfântul Nicolae din Suceava

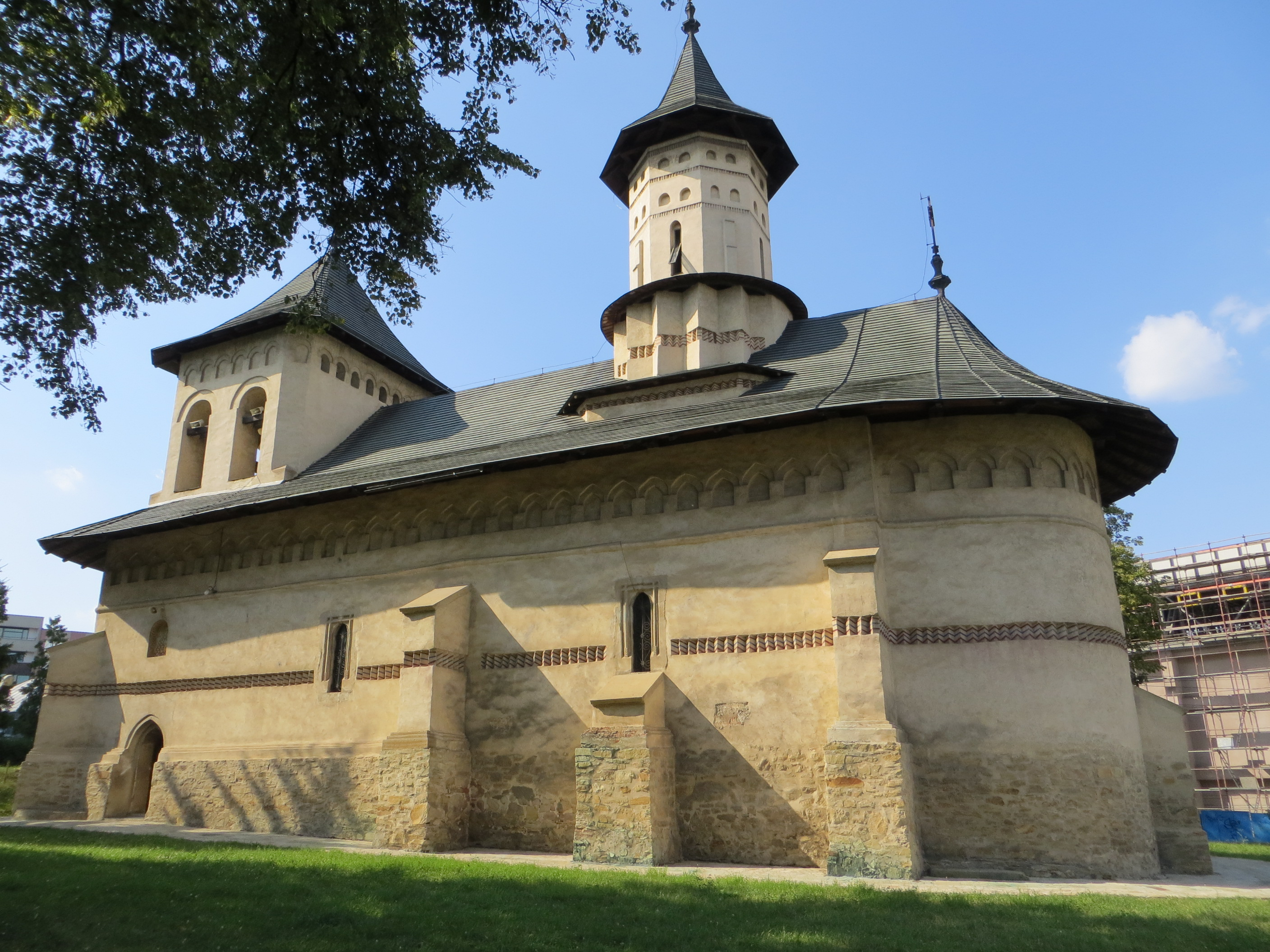
Biserica Sfântul Nicolae-Prăjescu din Suceava

Biserica „Sfântul Nicolae” din Suceava este o biserică ortodoxă construită în anul 1611 în municipiul Suceava. Ea se află situată în centrul orașului, pe Strada Mihai Viteazu nr. 2, în apropiere de Colegiul Național „Ștefan cel Mare” și de Hotelul Continental (fost Arcașul), construit pe locul cimitirului bisericii. Lăcașul de cult are hramul Sfântul Ierarh Nicolae (sărbătorit în fiecare an la 6 decembrie).
Biserica „Sfântul Nicolae”-Prăjescu din Suceava a fost inclusă pe Lista monumentelor istorice din județul Suceava din anul 2015, având codul de clasificare cod LMI SV-II-m-A-05474. 

## Istoric

### Cercetări arheologice
În urma săpăturilor arheologice s-a demonstrat că terenul de lângă actuala biserică a fost locuit permanent începând cu prima jumătate a secolului al XIV-lea. Aici s-au descoperit materiale ceramice (fragmente de vase, cahle) din prima și din a doua jumătate a secolului al XIV-lea și din secolele XV-XVII, o locuință de chirpici distrusă prin ardere și două morminte in situ. 
Tot aici a existat un cimitir medieval datând din primele decenii ale secolului al XV-lea. Vechimea cimitirului este dovedită de prezența în două morminte a unor groși din timpul domniei lui Alexandru cel Bun (1400-1432) din prima jumătate a timpul domniei lui Alexandru cel Bun (1400-1432) și Iliaș I (1432-1433, 1435-1436, 1436-1442). Extinderea cimitirului s-a făcut treptat pe fosta zonă unde s-a aflat locuința distrusă prin ardere. 
În timpul săpăturilor arheologice pentru lărgirea străzii Simion Florea Marian, din 1959, au fost descoperite monede moldovenești în grădina Tarnavschi de lângă Biserica "Sf. Nicolae" (într-o groapă de circa 1,50 m adâncime în care s-au mai găsit și fragmente de vase și de plăci ornamentale - cahle întregi și fragmentare, precum și în umplutura unui cuptor). Complexul arheologic a fost datat în a doua jumătate a sec. al XV-lea și începutul sec. al XVI-lea. Patru monede moldovenești emise în perioada domniei lui Alexandru cel Bun (1400-1432), care au fost descoperite în locul menționat mai sus, se află în prezent în colecțiile Complexului Muzeal Bucovina. Acele monede datează locuirea de lângă Biserica "Sf. Nicolae" în prima jumătate a secolului al XV-lea, aceasta fiind din aceeași perioadă. 
În mai 2010, arheologii Florin Hău, Ștefan Dejan și Ion Mareș de la Muzeul Bucovinei din Suceava au efectuat o serie de cercetări arheologice preventive pe suprafața vechiului cimitir parohial, amplasat la o distanță de 11 m de latura de nord a bisericii. Au fost descoperite 60 de morminte, înhumările și reînhumările având loc într-o perioadă întinsă din prima jumătate a secolului al XV-lea și până în secolul al XVII-lea. În morminte s-a găsit un inventar arheologic format din monede de argint și de cupru, un inel de cupru, nasturi globulari de argint aurit și de aramă, fragmente de țesături cu fir de argint aurit. În două morminte s-au găsit groși din timpul domniei lui Alexandru cel Bun (1400-1432) și Iliaș I (1432-1433, 1435-1436, 1436-1442); din alte morminte provin dinari din Ungaria, din Imperiul Romano-German sau șilingi din Polonia. În urma acestor descoperiri, Biserica "Sf. Nicolae" a fost încadrată cronologic în primele decenii ale secolului al XV-lea. 
Locuirea zonei și existența cimitirului medieval sunt argumente care demonstrează că aici a existat o biserică în primele decenii ale secolului al XV-lea.  Pe latura de sud a actualei biserici, la exteriorul altarului, se observă urmele unei fundații mai vechi, care a aparținut altarului de formă poligonală al primei biserici. 

### Datarea bisericii
Existența Bisericii Sfântul Nicolae din Suceava este menționată pentru prima dată într-o însemnare în limba slavonă pe un Tetraevanghel aflat în colecția Sfântului Sinod din Sofia, care a fost dăruit acestei biserici în anul 1519 de către cămărașul de vistierie Mateiaș, fiul lui pârcălabului Grumaz de la Cernăuți.  Donatorul provenea dintr-o veche familie de boieri din Moldova, fiind ulterior ctitor al Mănăstirii Coșula (1535) - a cărei biserici are tot hramul "Sf. Nicolae" și al Bisericii "Pogorârea Sf. Duh" din Horodniceni (1539).

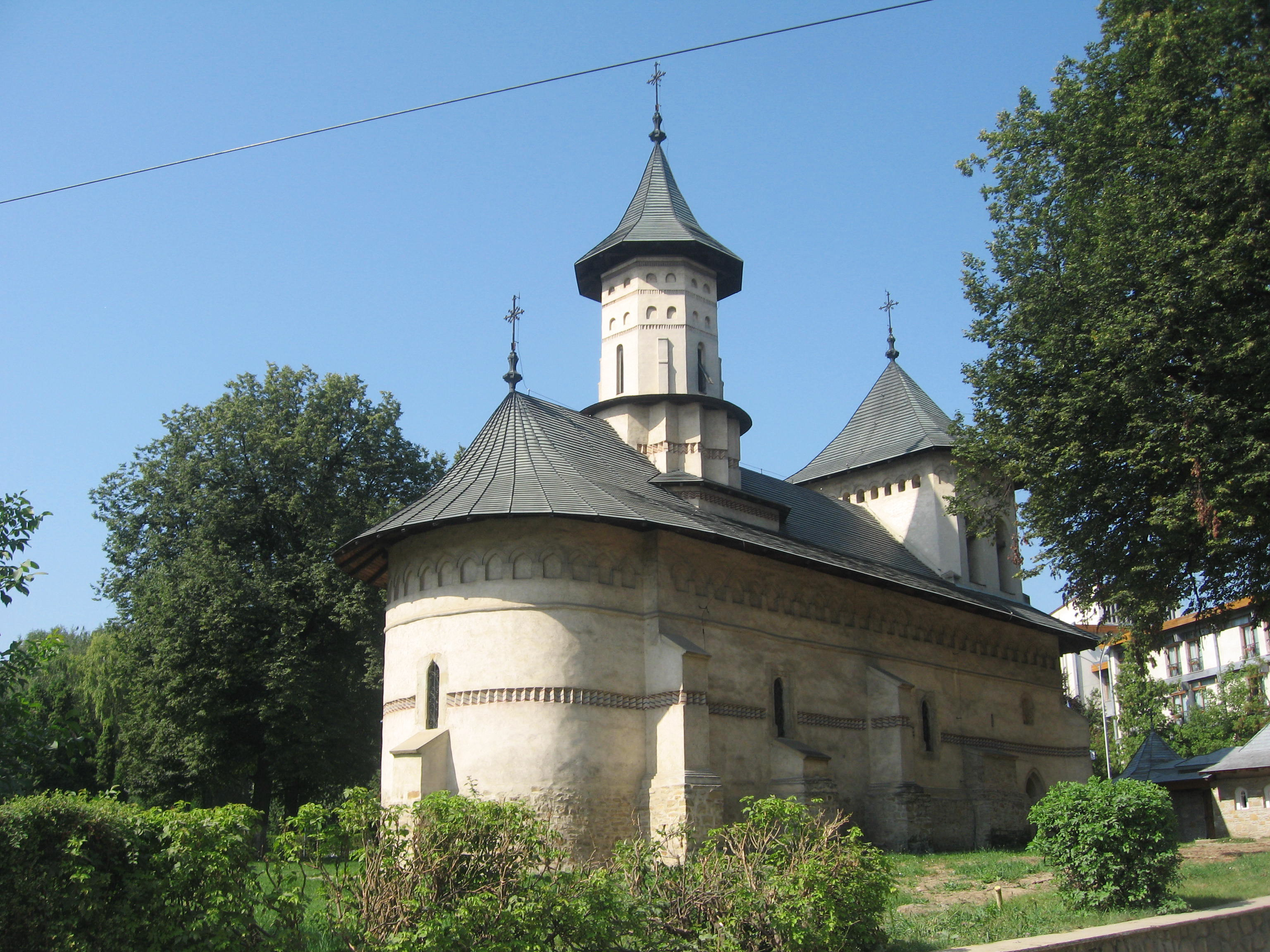
Biserica pe latura nord-estică

Nu se cunoaște ctitorul Bisericii "Sf. Nicolae" din Suceava. În lucrarea "Suczawa’s historische Denkwürdigkeiten von den ersten historischen Kenntnis, bis zur Verbindung der Bukowina mit Oesterreich. Ein Stück Städte-Chronik und moldauischer Geschichte" publicată la Cernăuți în anul 1876, profesorul gimnazial Wilhelm Schmidt presupune că lăcașul de cult ar fi fost construit în jurul anului 1550 de către voievodul Iliaș Rareș (1546-1551), fiul lui Petru Rareș, având ca sursă o notiță de mână, aflată în arhiva Decanatului din Ipotești, însă informațiile nu corespund datelor istorice și arheologice.  Domnitorul respectiv trecuse la islamism, chipul său din tabloul votiv din biserica Mănăstirii Probota fiind înnegrit. 

### Înnoirea bisericii de către Nicoară Prăjescu
În anul 1611, în timpul domniei lui Constantin Movilă (1607-1611), vel vistiernicul Nicoară Prăjescu, împreună cu cneaghina Maria, și copiii lor, au înnoit (refăcut) Biserica "Sf. Nicolae", dându-i forma pe care o are astăzi.  El a pus o pisanie cu următorul text: "Cu voia Tatălui și cu ajutorul Fiului și cu săvârșirea Sfântului Duh s-a început și s-a făcut acest hram în numele Ierarhului Sfântului Nicolae și l-a înnoit pan Nicoară Prăjescul vel vistiernic și cneaghina lui, Maria, și copiii lor în anul 7119 (1611)". Boierul Nicoară Prăjescu era unul dintre cei mai puternici și bogați boieri ai Moldovei, deținând dregătorii înalte în Moldova medievală: vel logofăt (1606), vel vistiernic (1610). El a primit mai multe moșii de la domnitorul Ieremia Movilă (1595-1600, 1600-1606). 
Biserica a fost menționată în secolele al XVII-lea și al XVIII-lea în mai multe acte. În perioada medievală, în jurul bisericii a existat un cimitir parohial, întins pe o suprafață mică. Multe morminte feudale au fost distruse prin săparea fundațiilor Hotelului Central (Arcașul) și a unor canale pentru diferite lucrări edilitare. În timpul lucrărilor edilitare efectuate în primul deceniu al secolului al XXI-lea s-a recuperat dintr-un mormânt un șiling polonez din anul 1621, emis la Riga, de către Sigismunt (Zygmunt) III Wasa (1587-1632). 
Conform unui document din 7 martie 1768, "biserica a fost reparată de Constantin Pantazi, cupeți din Suceav(a), epitropul aceștii biserici, cu agiutorul creștinilor, silindu-s(ă) și el, au acoperit biserica și altele cele trebuincioas(ă) făcând chear ca când ar fi fost nooa". În anul 1895, s-au efectuat noi lucrări de restaurare, cu purtarea de grijă a protoprezbiterului Cassian Tușinschi și al preotului paroh Mihail Sârbu, pereții interiori fiind zugrăviți de pictorul Vladimir Mironescu. 
Biserica a fost restaurată din nou între anii 1974-1980 după proiectul Direcției Monumentelor Istorice și Arhitectonice București, arhitect proiectant fiind Nicolae Diaconu și paroh - preotul iconom stavrofor Severin Brăteanu. Atunci s-au efectuat reparații curente, înlocuiri ale pardoselii și a învelitorii din tablă de fier cu una din tablă de cupru. Cu acest prilej, deasupra ușii de intrare în pronaos, s-a amplasat o pisanie nouă cu următorul text: “Cu voia Tatălui, cu ajutorul Fiului și cu săvârșirea Sfântului Duh s-a început și s-a zidit acest hram în numele Sf. Ierarh Nicolai de voievodul Iliaș 1546-1551, fiul lui Petru Rareș și l-a reînoit dumnealui vel vistiernic Nicoară Prăjescu în anul 1611.” În anii 1974-1980, s-a restaurat după proiectul D.M.I.A. București, în zilele Prea Fericitului Patriarh Iustin, a Înalt Prea Sfințitului Teoctist, mitropolitul Moldovei și Sucevei, arhitect proiectant Nicolae Diaconu, pr. ic. stvr. Severin Brăteanu, paroh.

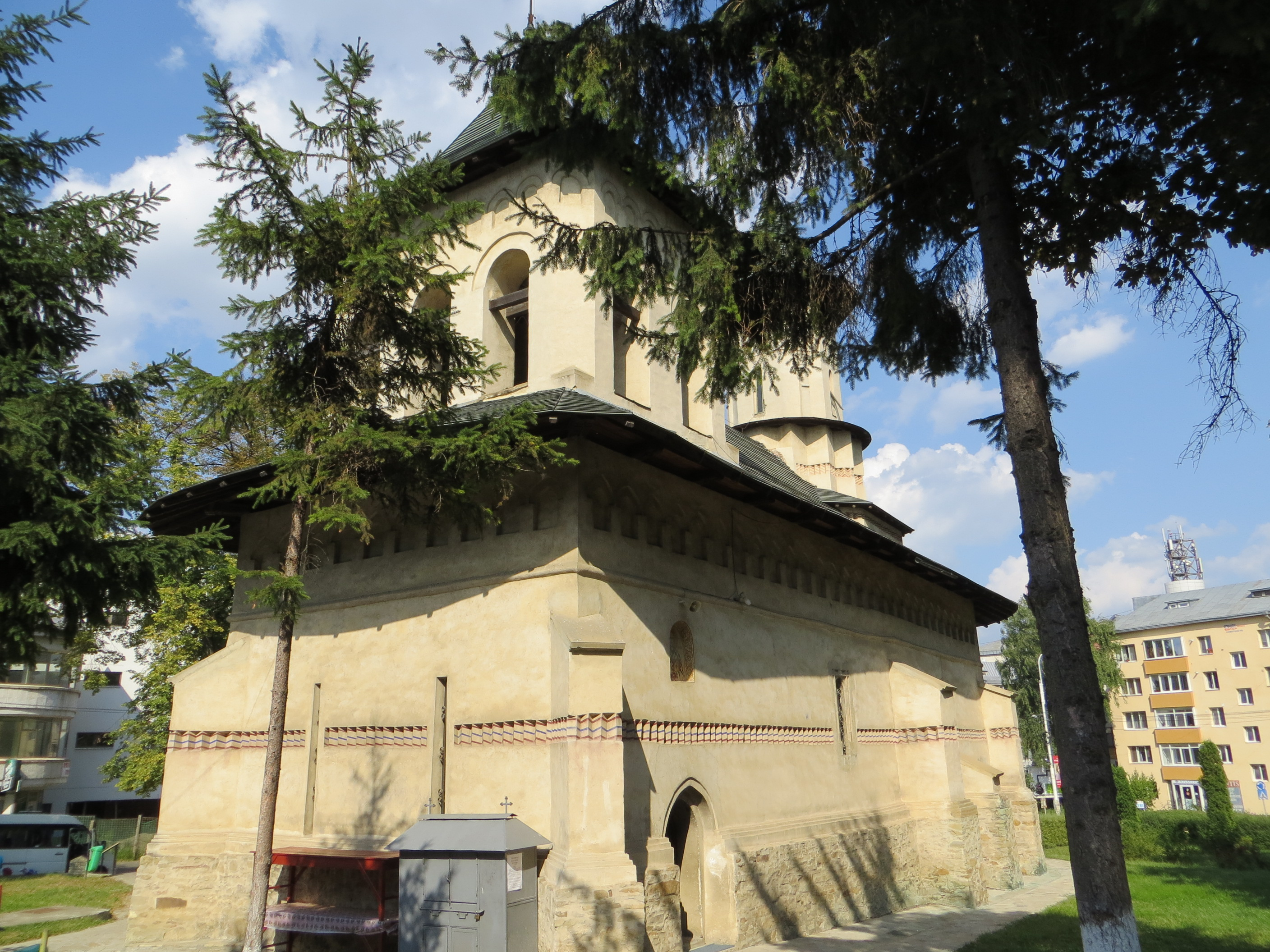
Biserica pe latura sud-vestică

În anul 2002, la vest de biserică, s-a construit un lumânărar în al cărui zid au fost încastrate o lespede funerară și o altă piatră cu inscripție.
În 2011, s-au împlinit 400 de ani de la reînnoirea din 1611 a Bisericii "Sf. Nicolae" din Suceava, eveniment important pentru istoria orașului. Cu acest prilej, istoricul și arheologul Ion Mareș, director adjunct al Complexului Muzeal Bucovina, a elaborat lucrarea Biserica „Sfântul Nicolae” Suceava, cea dintâi monografie închinată acestui locaș. Lucrarea a fost prefațată de arhiepiscopul Pimen Zainea al Sucevei și Rădăuților.

## Arhitectură și iconografie
Biserica prezintă trăsăturile arhitecturii moldovenești a vremii, având plan dreptunghiular. Edificiul are contraforturi mari, între ele fiind adăugate contraforturi de dimensiuni mai mici.  În exterior, biserica este decorată cu un brâu median de cărămizi în "dinți de ferăstrău", iar sub streașină se află un rând de ocnițe. Ferestrele se termină la partea superioadă în acoladă, fiind încadrate de baghete încrucișate. 
Biserica are un altar dreptunghiular boltit în semicilindru, cu absida la est, și abside laterale operate în grosimea zidului, precum și o turlă deasupra naosului.  Ea este considerată una dintre primele biserici din secolul al XVII-lea cu turnul-clopotniță înălțat deasupra exonartexului. 
În interior, lăcașul de cult este compartimentat în patru încăperi: pridvor deasupra căruia se înalță turnul-clopotniță, pronaos, naos și altar. Pictura a fost restaurată în anul 1895 de către zugravul Vladimir Mironescu.

## Necropolă boierească
În interiorul bisericii au fost înmormântați câțiva boieri. În partea dreaptă a pronaosului, la nivelul pardoselii, este o piatră de mormânt, înfrumusețată de către cneaghina Elisafta jupânului său panul Iane Calugheru, vistier din Pogoniani, răposat la 24 martie 1595 (7104), la Poperiu [?]. Acest boier a îndeplinit dregătorii înalte în Principatul Moldovei, în timpul domniei lui Petru Șchiopul (1574-1577, 1578-1579, 1582-1591), fiind rudă cu Nicoară Prăjescu și cu Movileștii. 
În pridvor se află o piatră de mormânt, pusă de Lupul Cărăscul pe mormântul fiului său Mihail Cărăscul, care a răposat la 28 decembrie 1664 (7173).
De asemenea, în zidul exterior al lumânărarului construit în anul 2002, este încastrată o piatră de mormânt, fragmentară, amplasată inițial în interiorul bisericii, cu o inscripție aproape ștearsă, distingându-se aproximativ data de 15 octombrie 1510 (7018) sau 1540 (7048). 

## Imagini

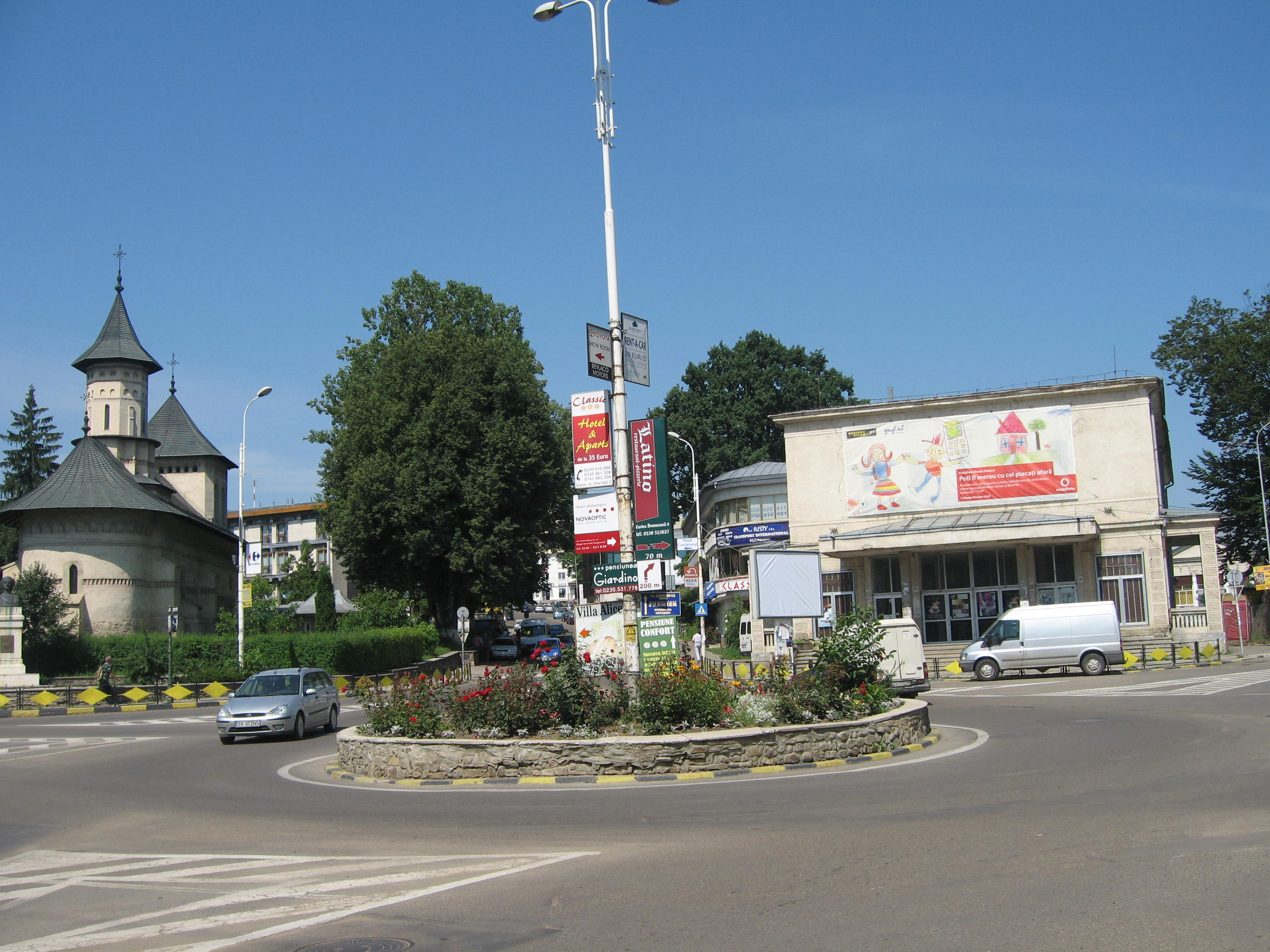
Biserica (în stânga) și Cinematograful „Modern” (în dreapta)
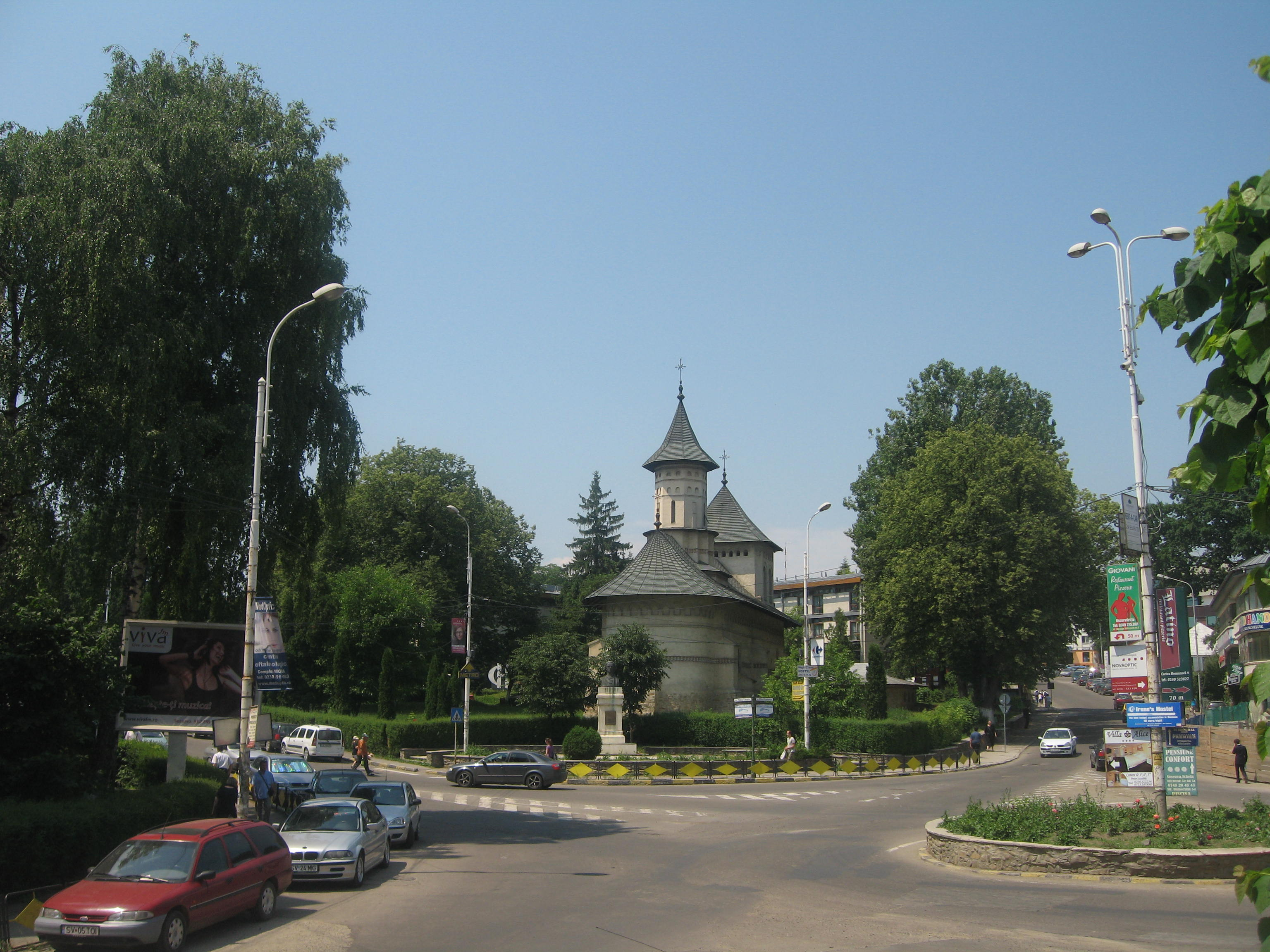
Biserica și bustul poetului Mihai Eminescu
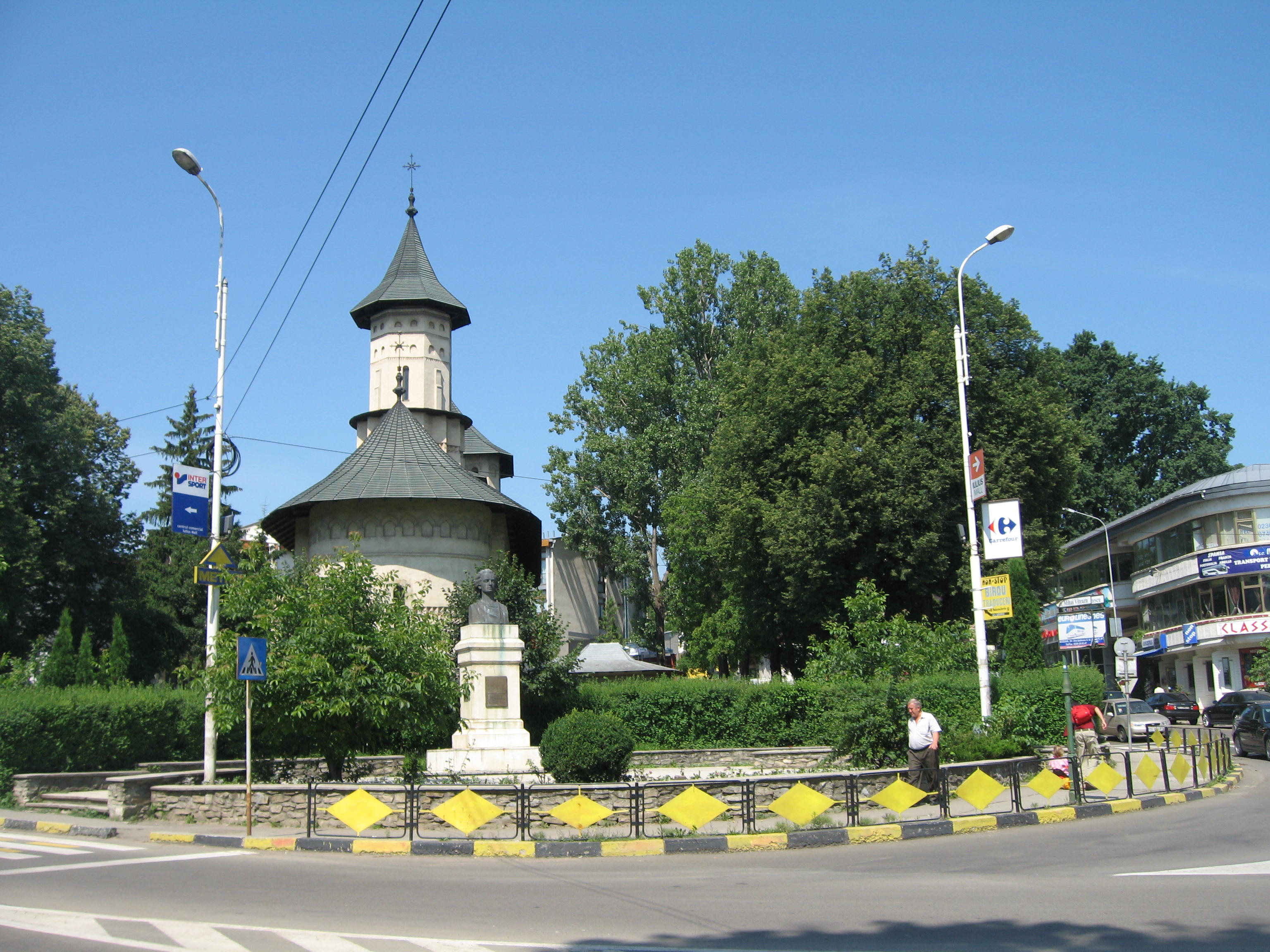
Biserica și bustul poetului Mihai Eminescu
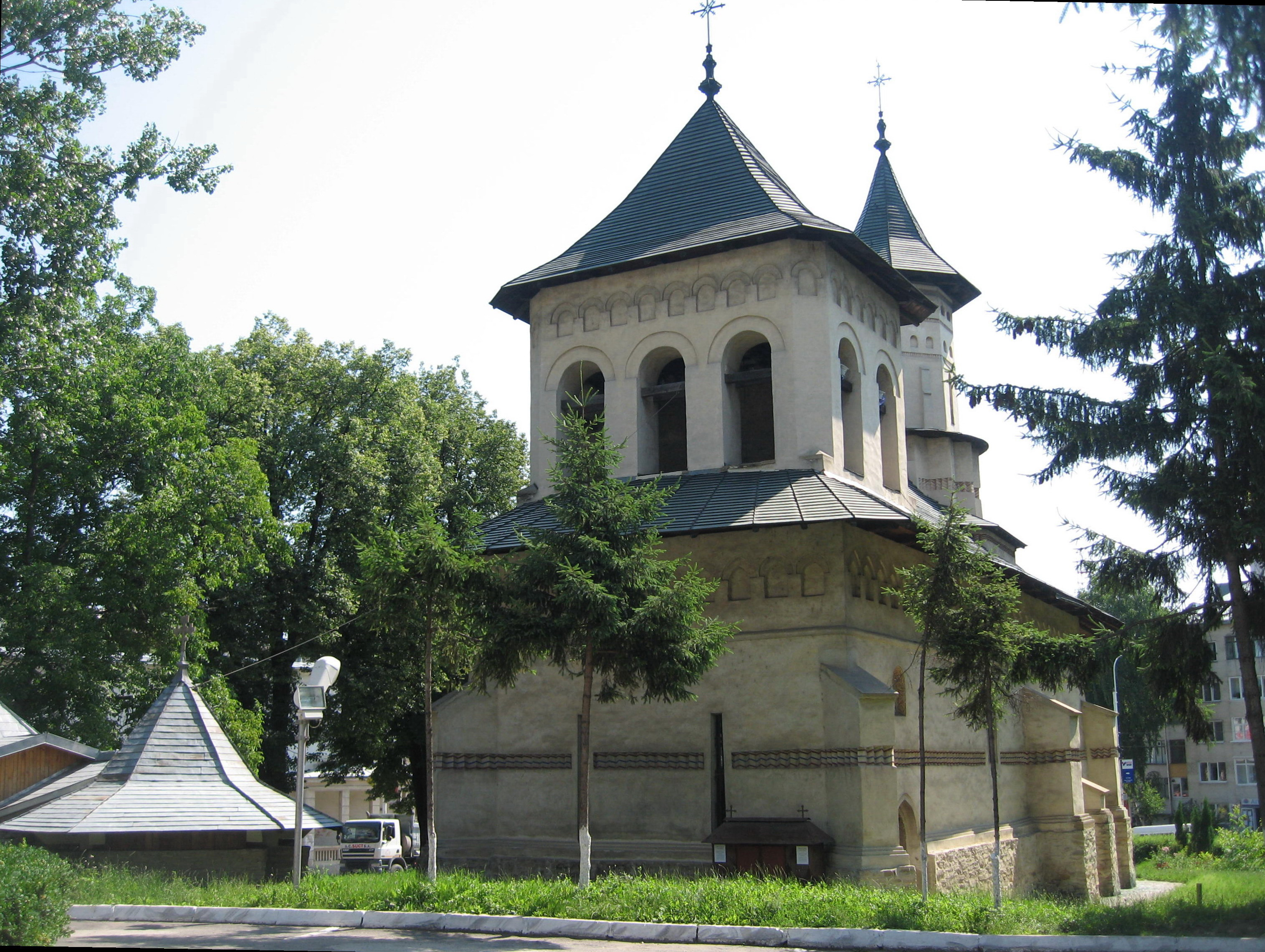
Biserica văzută dinspre vest
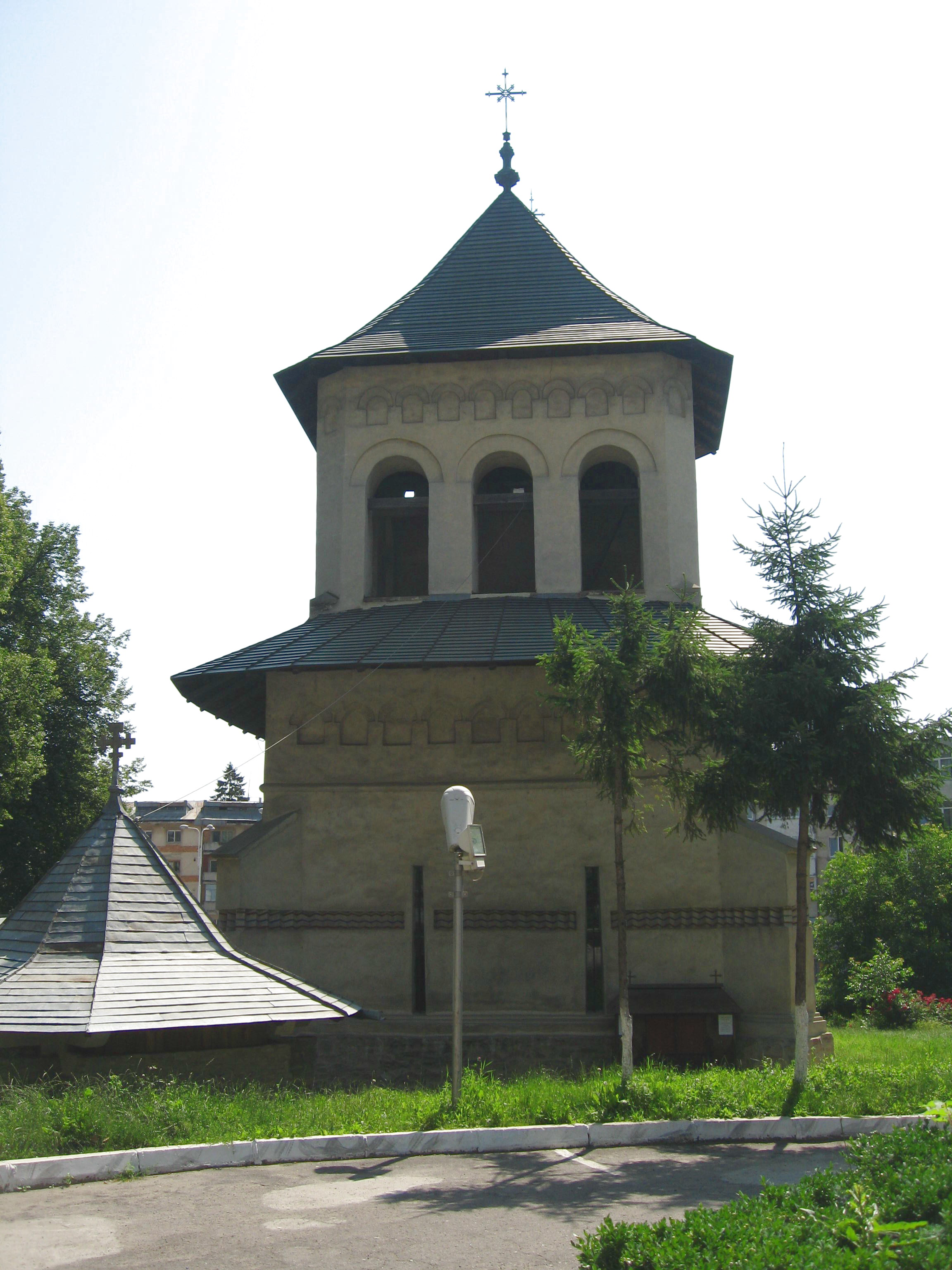
Biserica văzută dinspre vest
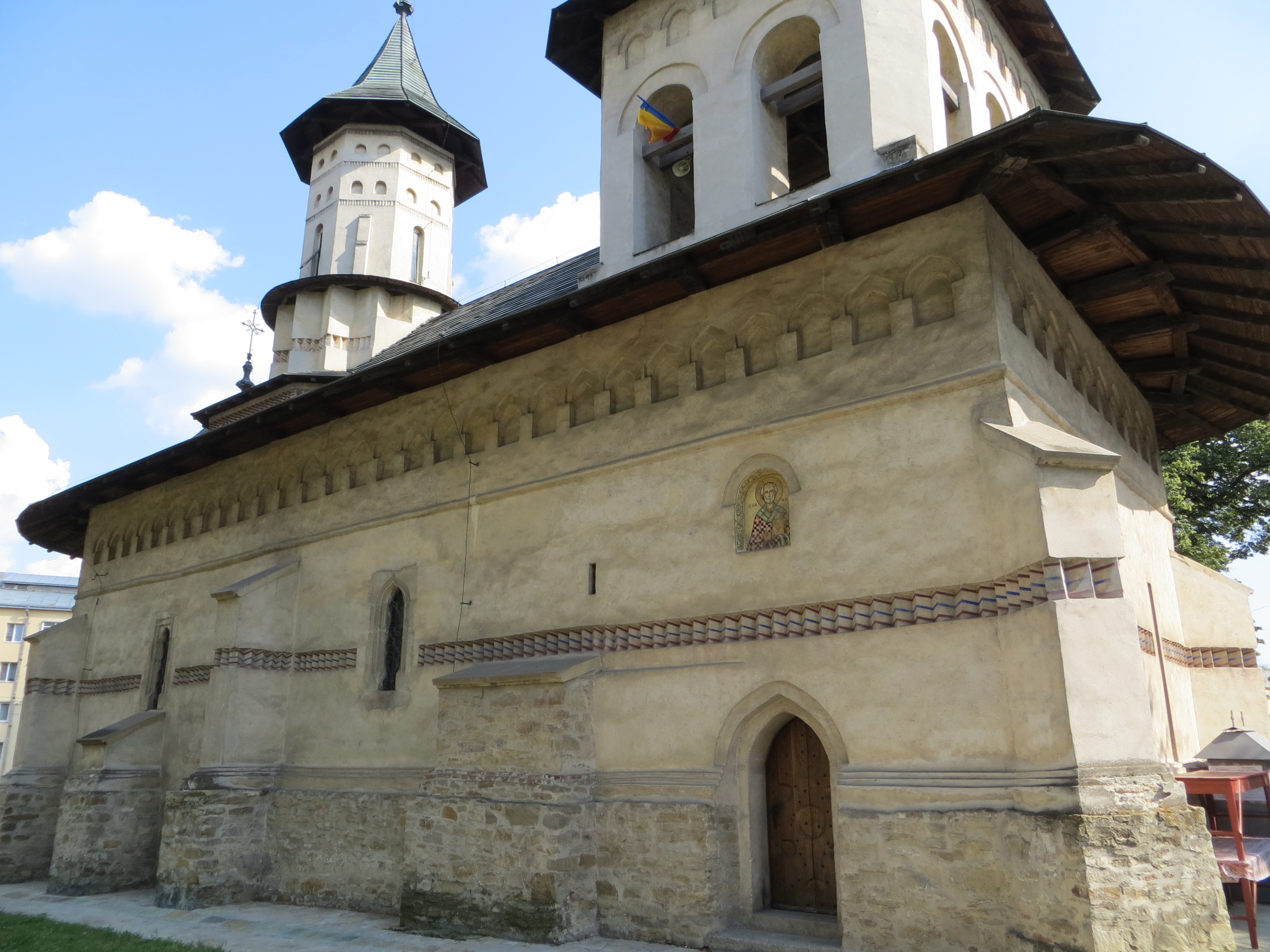
Biserica văzută dinspre sud
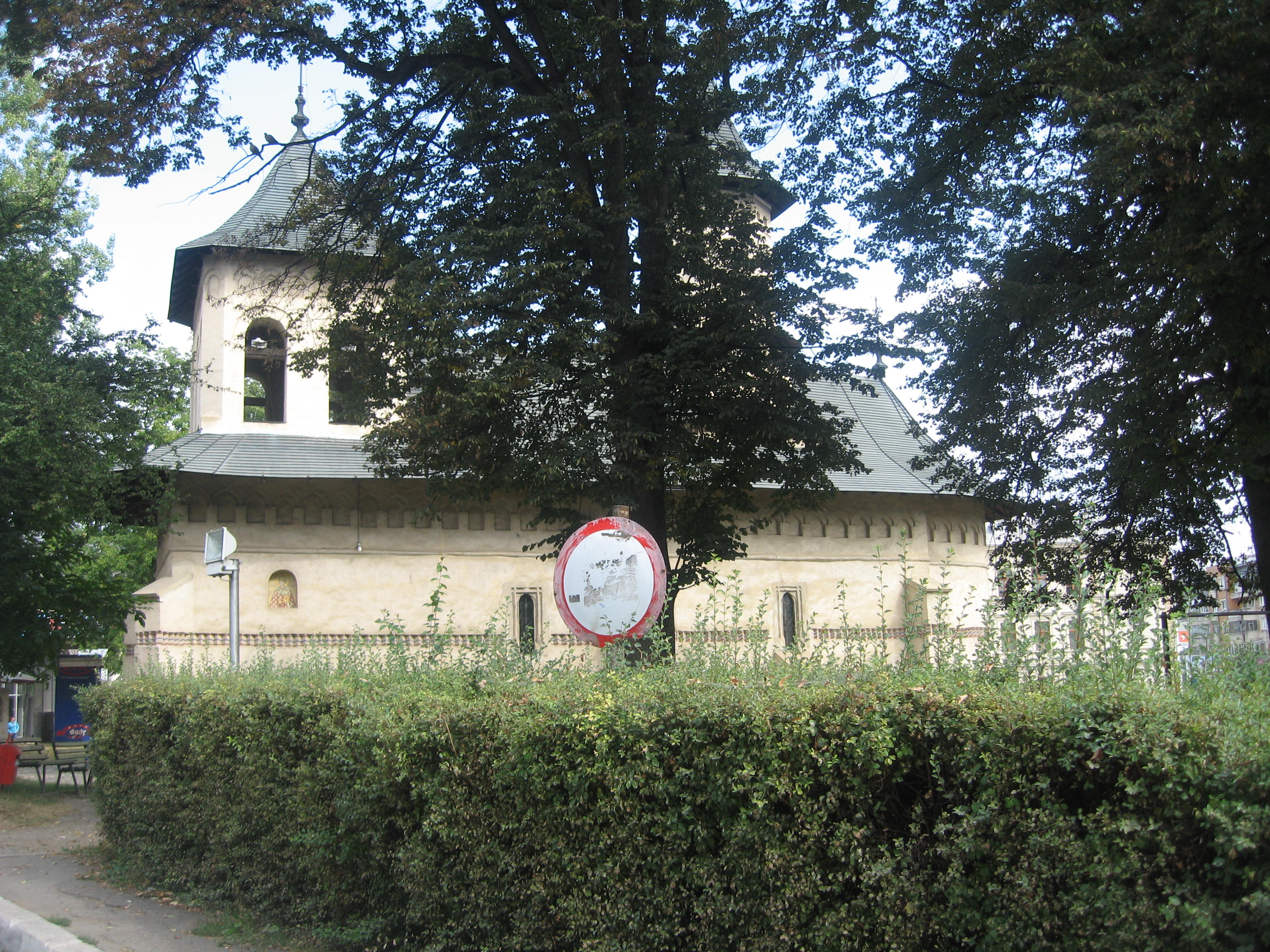
Biserica văzută dinspre sud
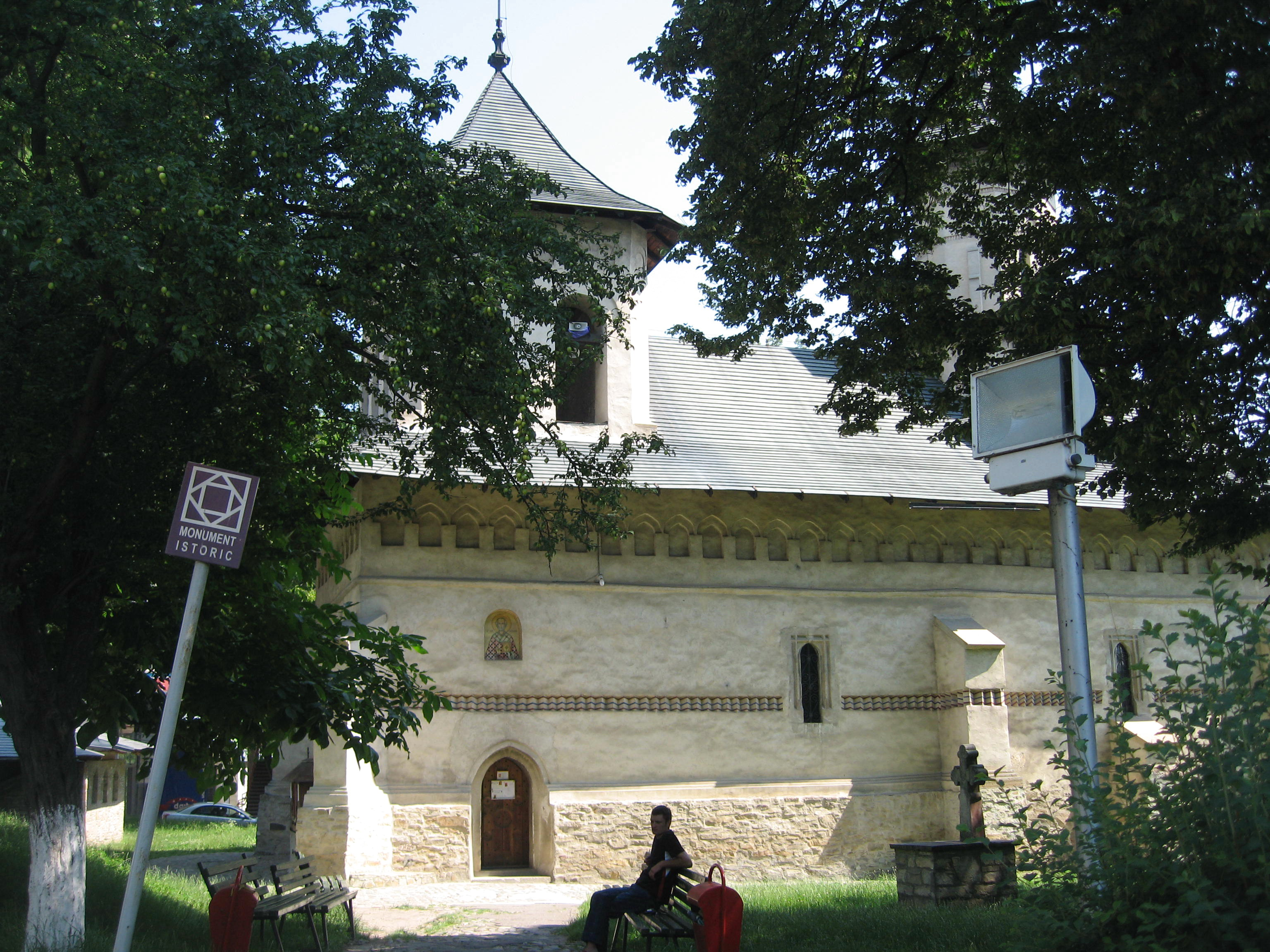
Biserica văzută dinspre sud
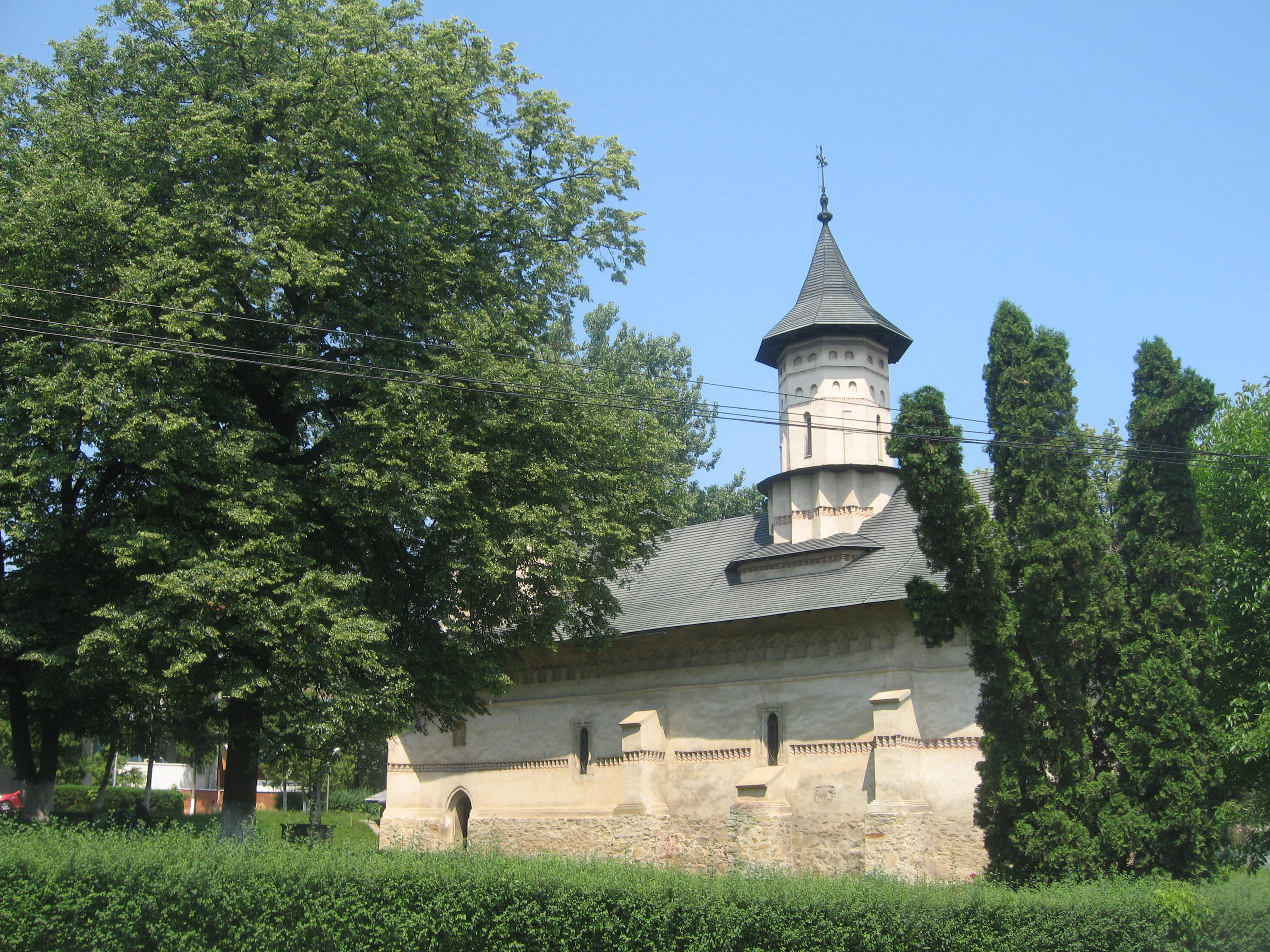
Vedere dinspre sud-est
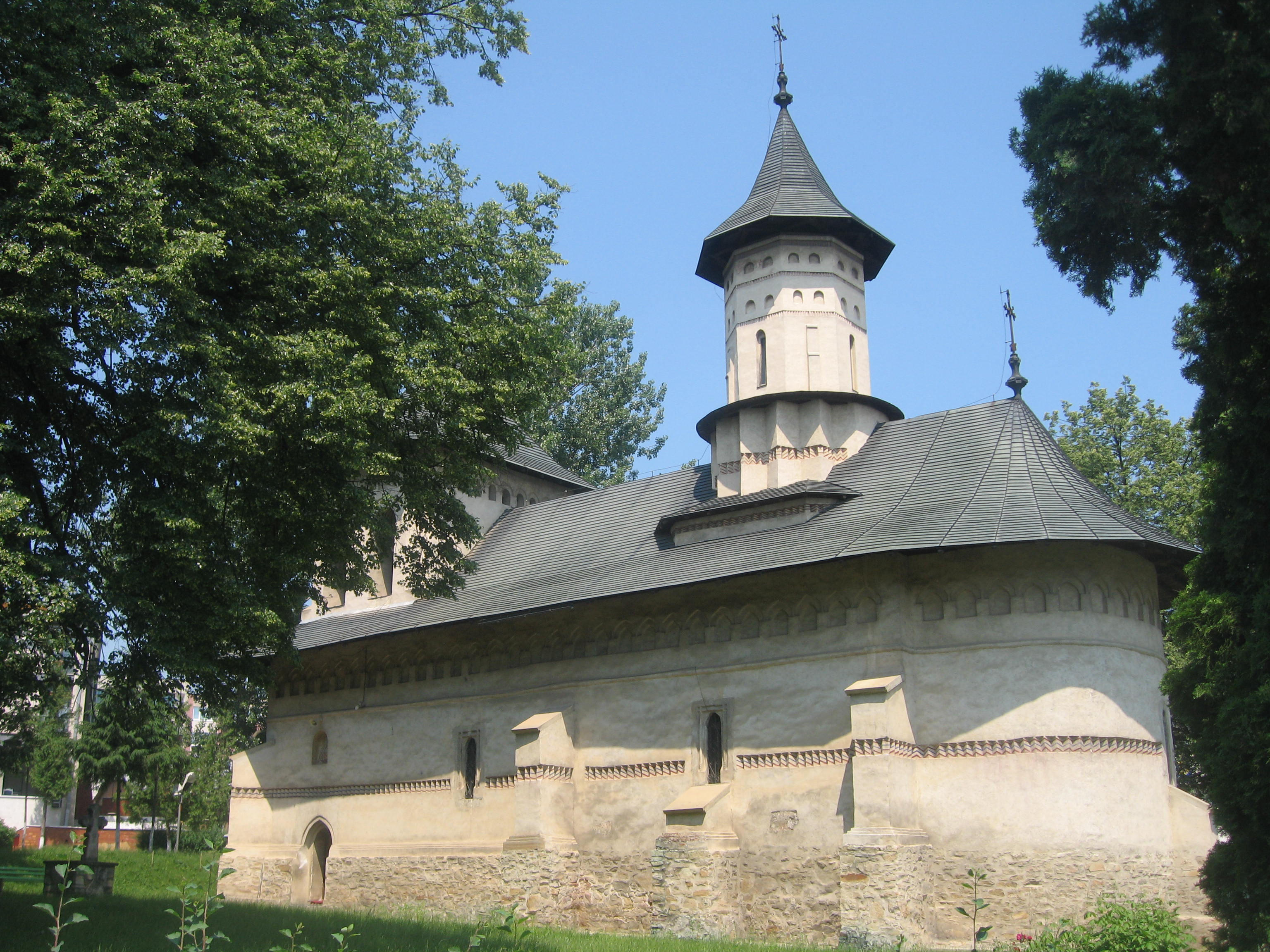
Vedere dinspre sud-est
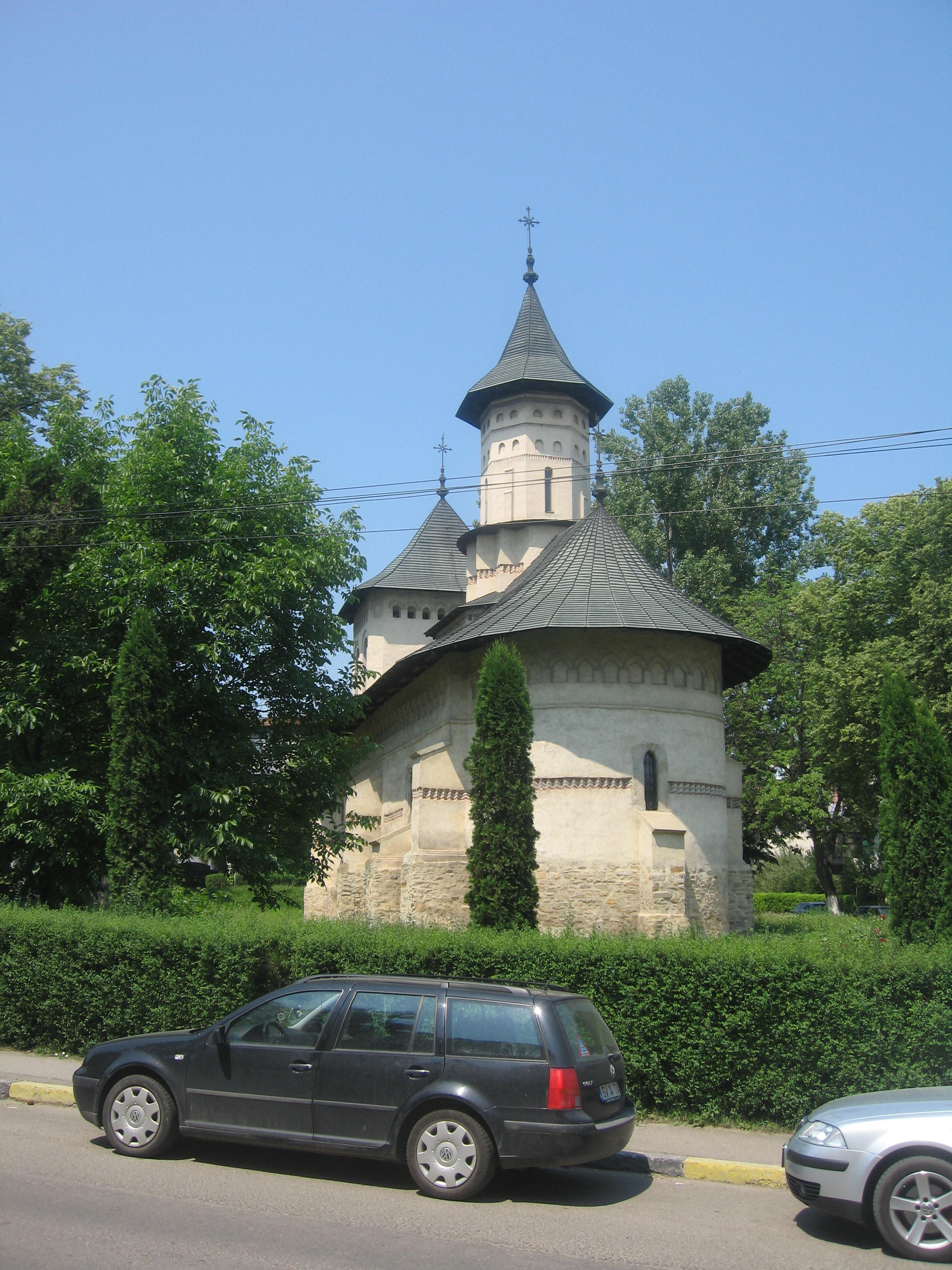
Biserica văzută dinspre est
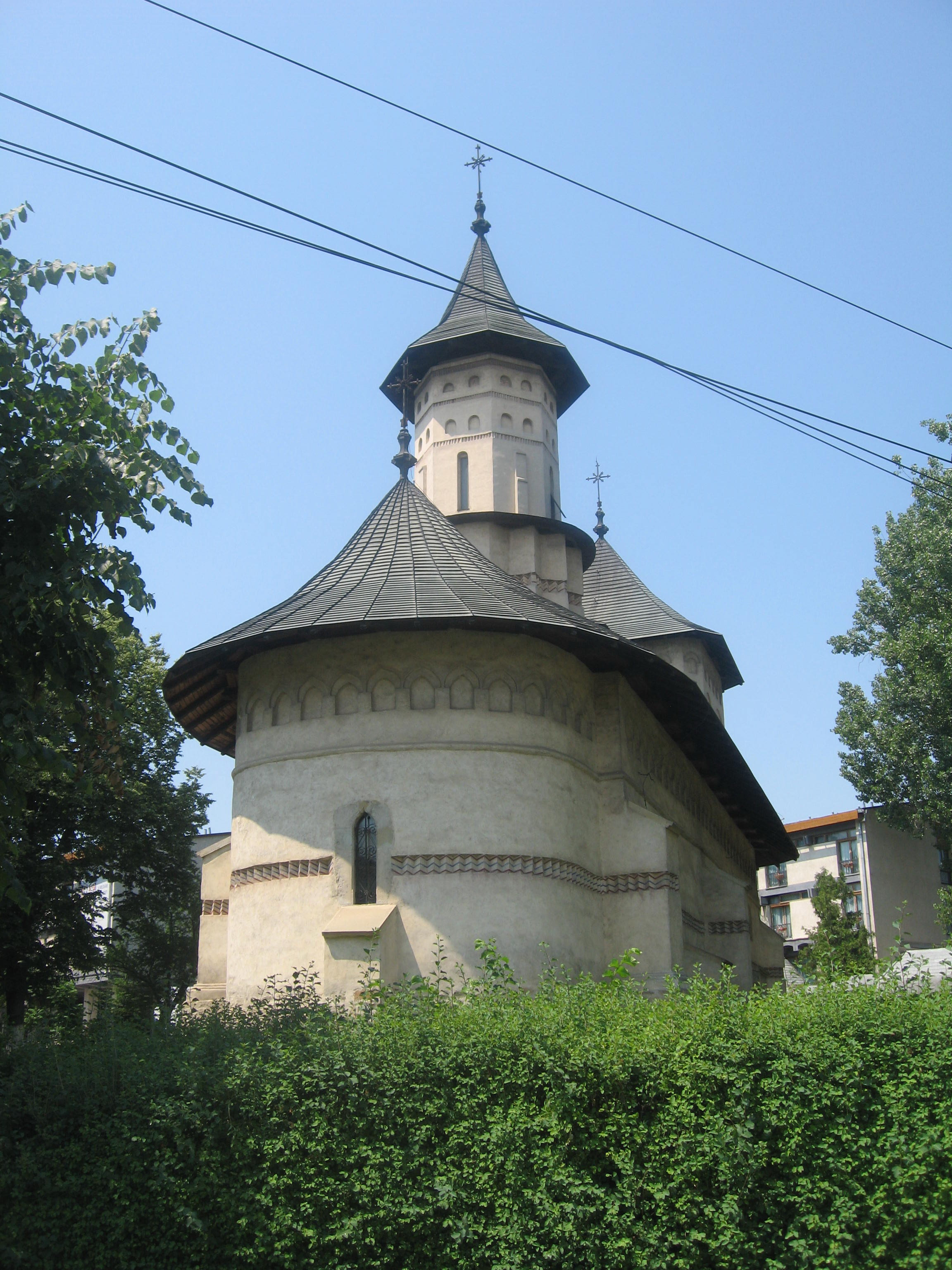
Absida altarului
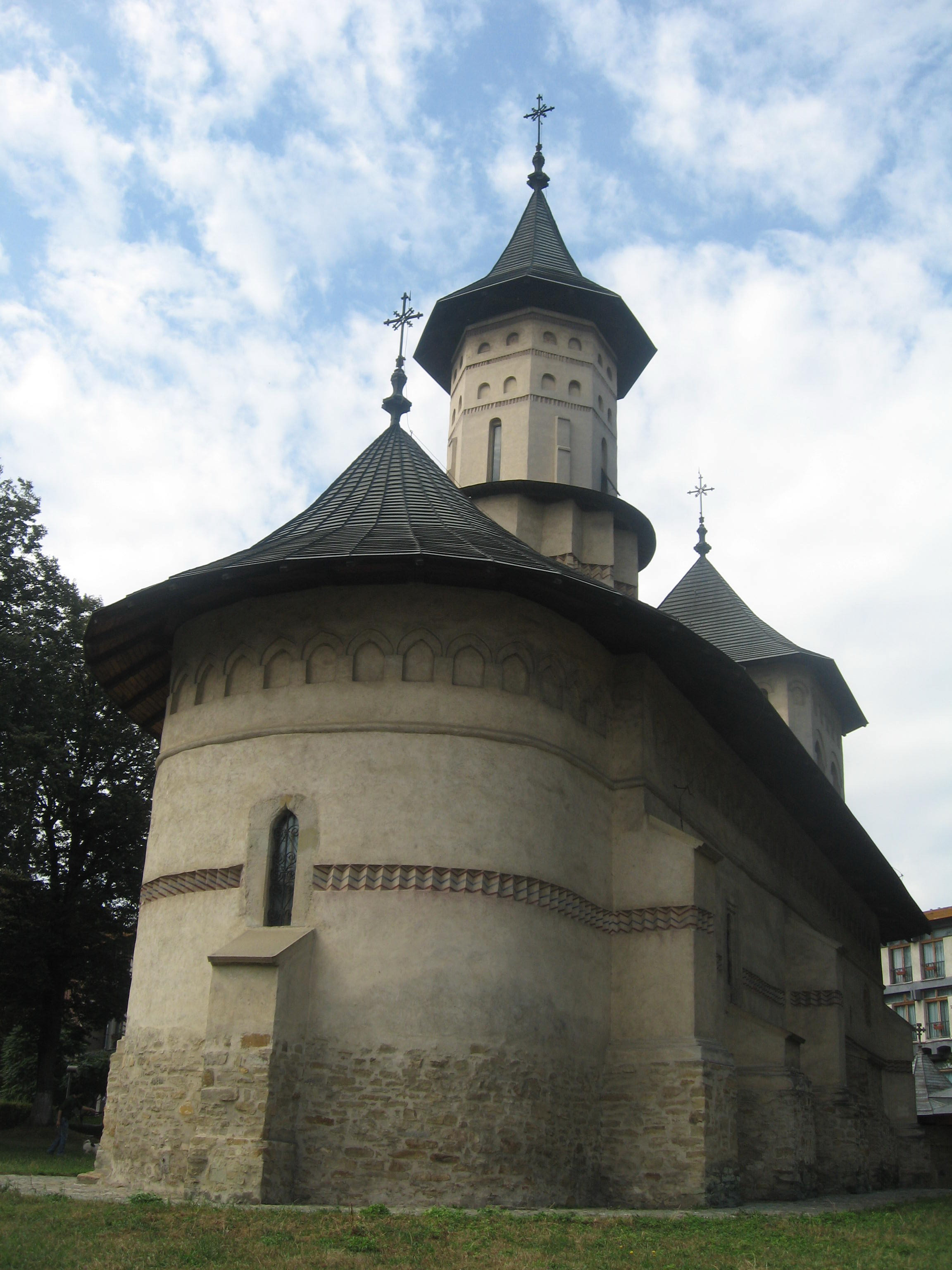
Absida altarului
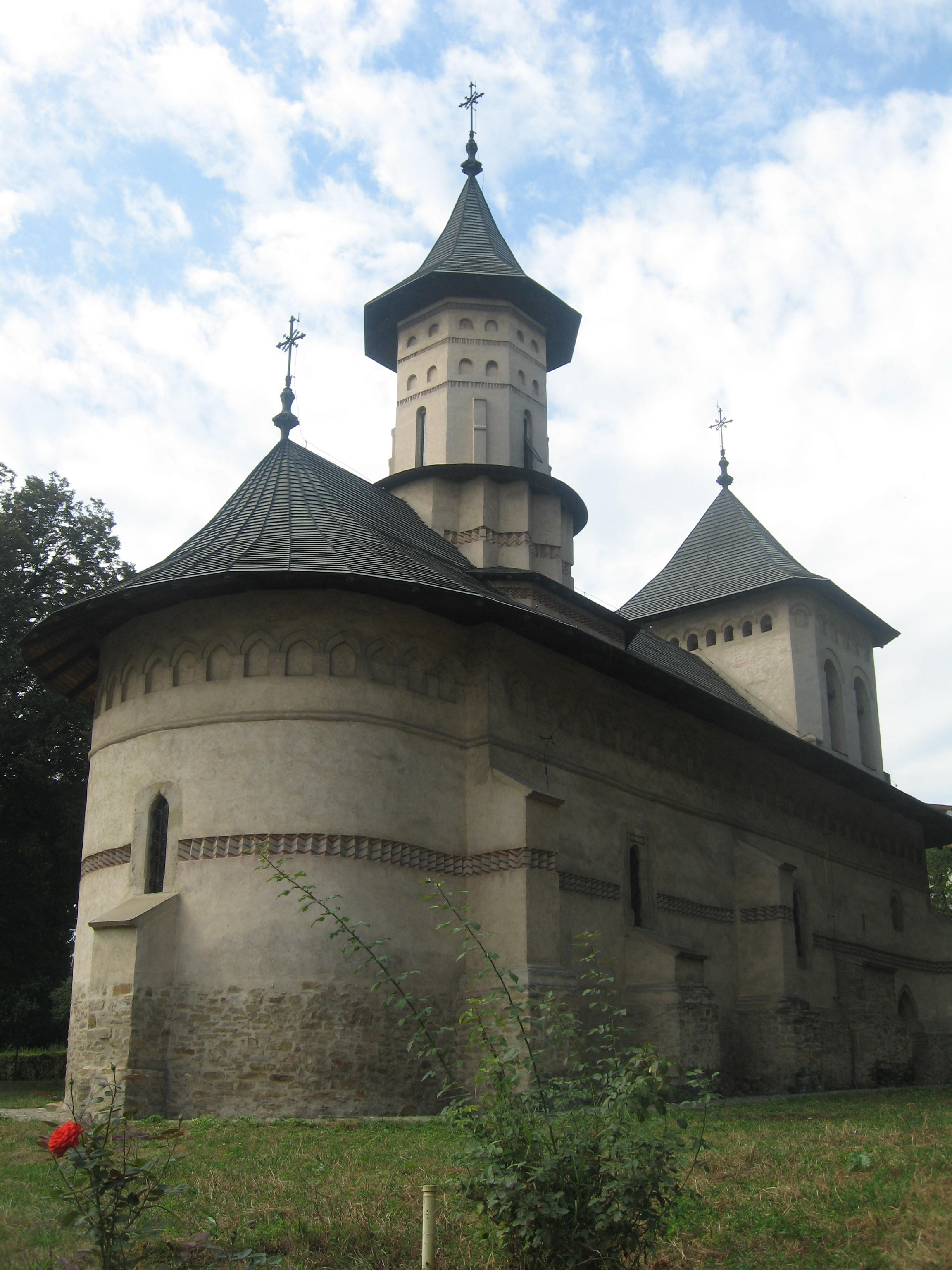
Absida altarului
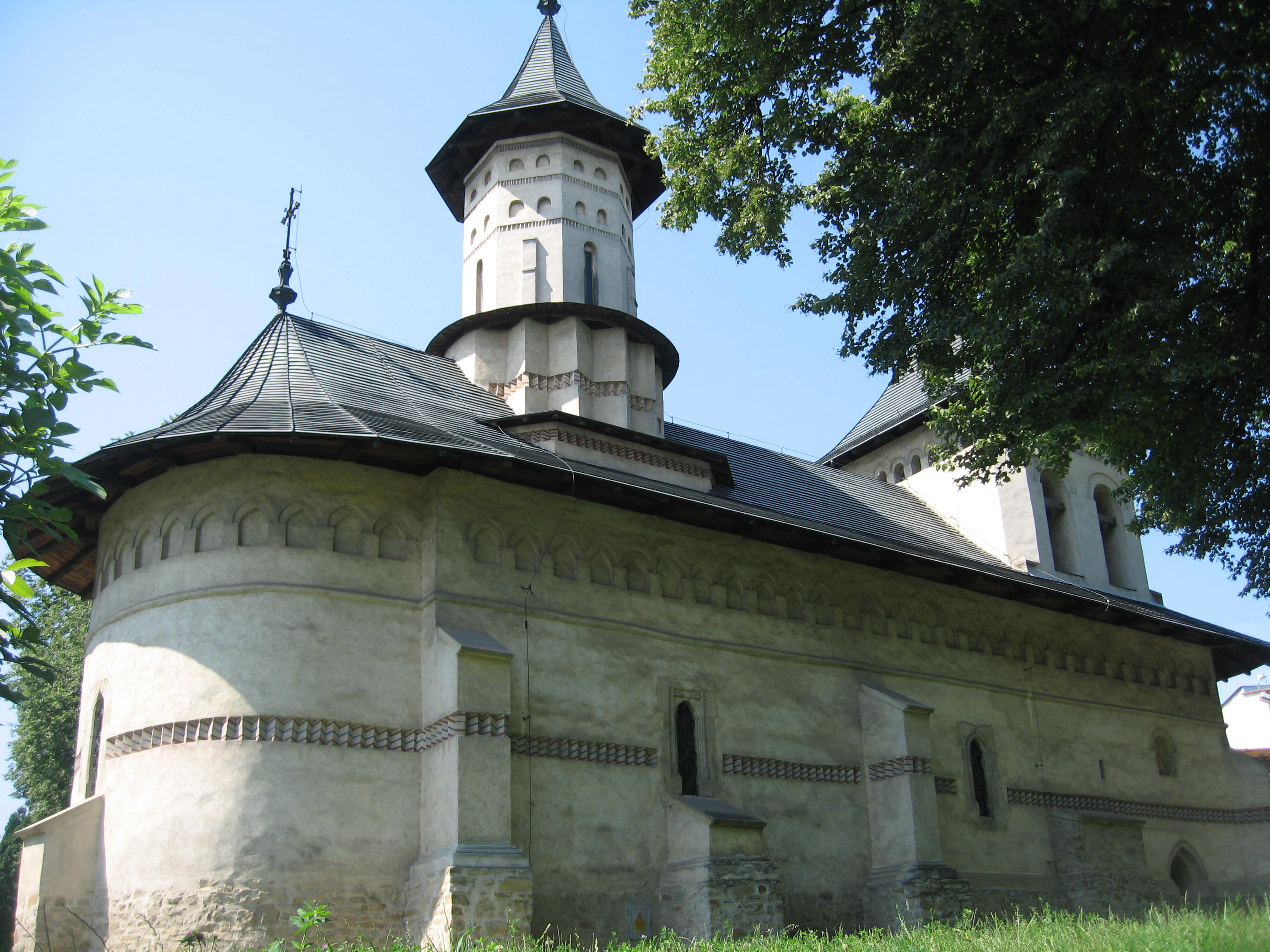
Biserica văzută dinspre nord-est
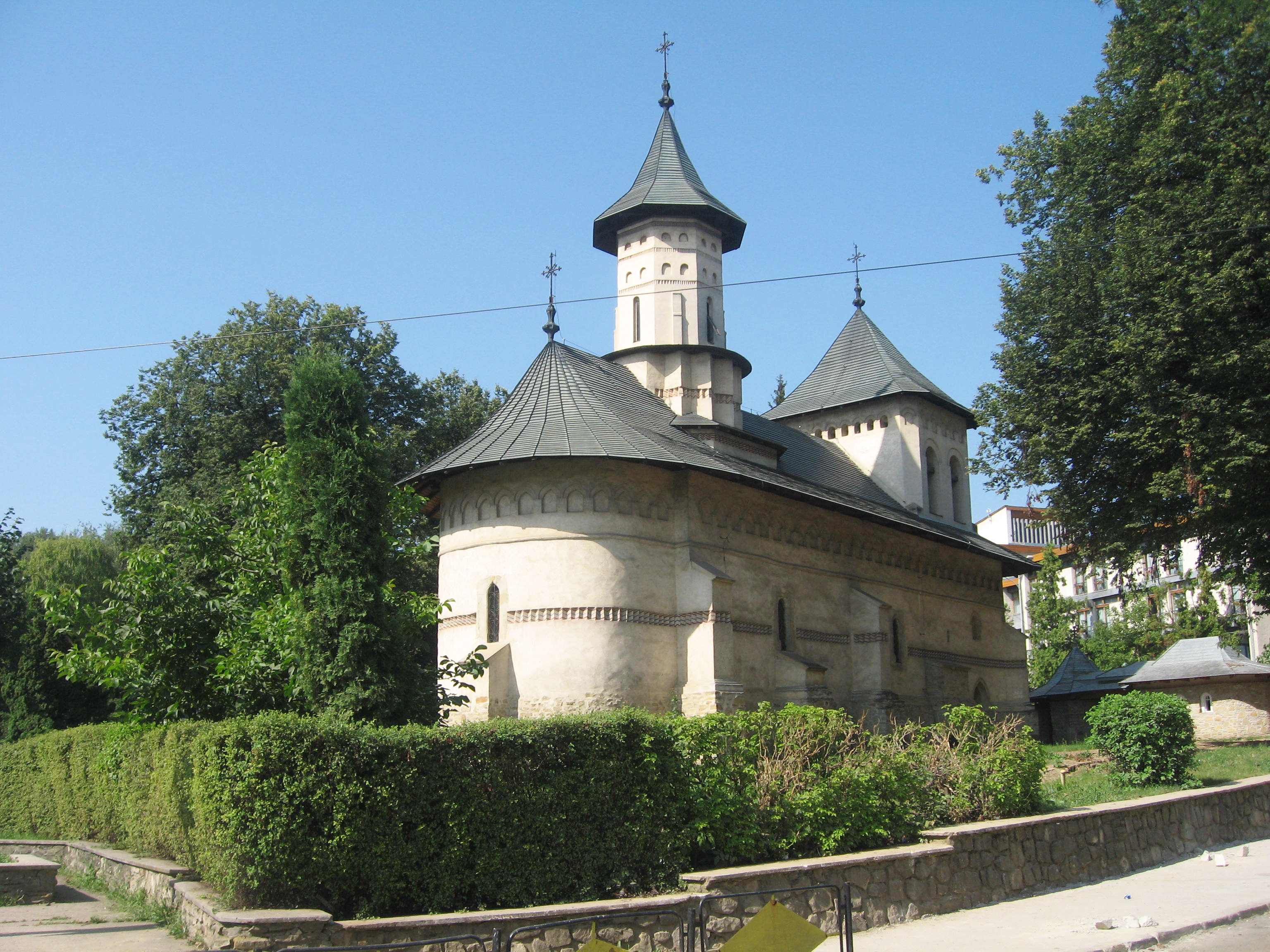
Biserica văzută dinspre Colegiul Național „Ștefan cel Mare”
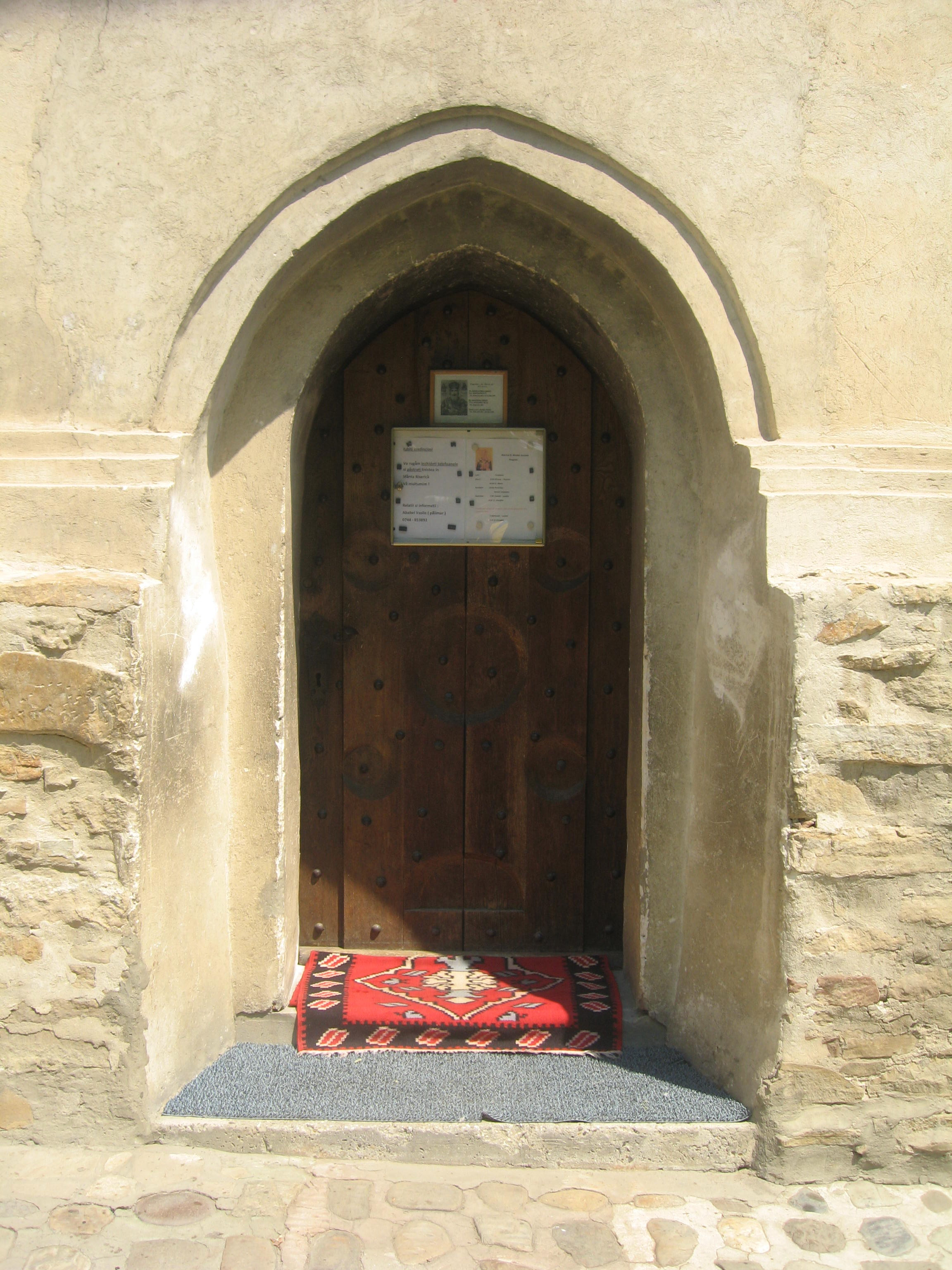
Portalul de intrare în biserică de pe latura sudică
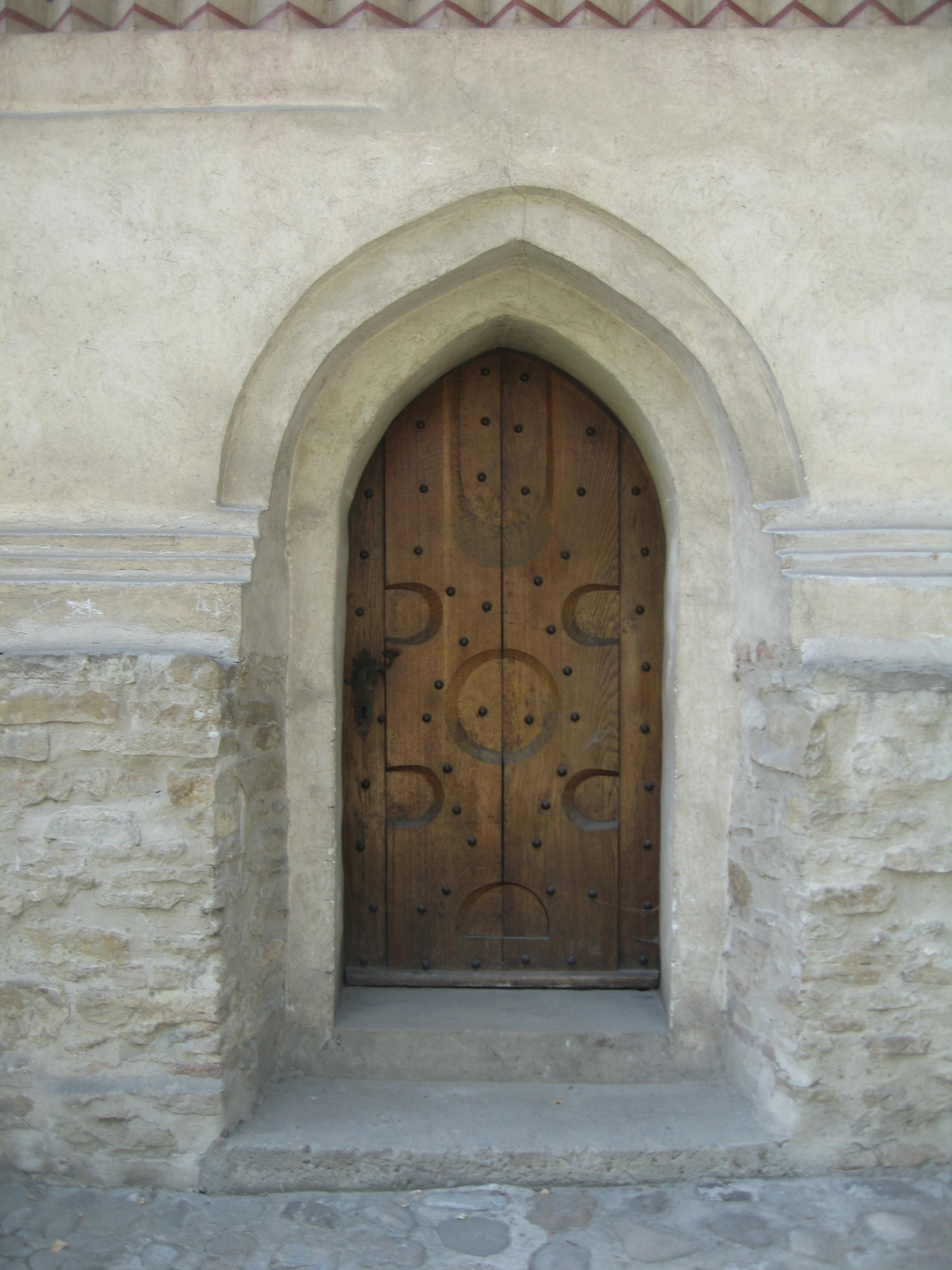
Portalul de intrare în biserică de pe latura nordică
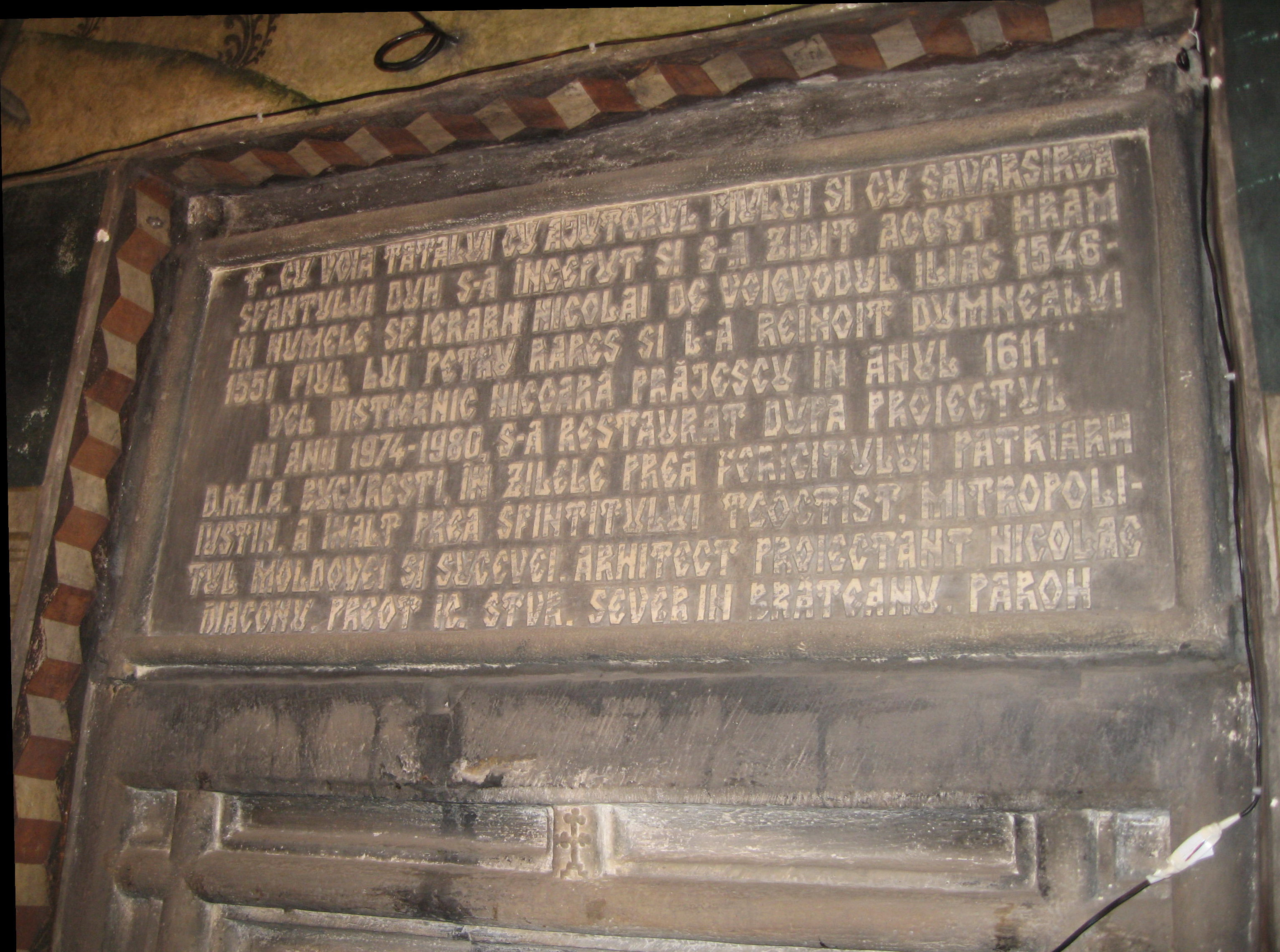
Pisania
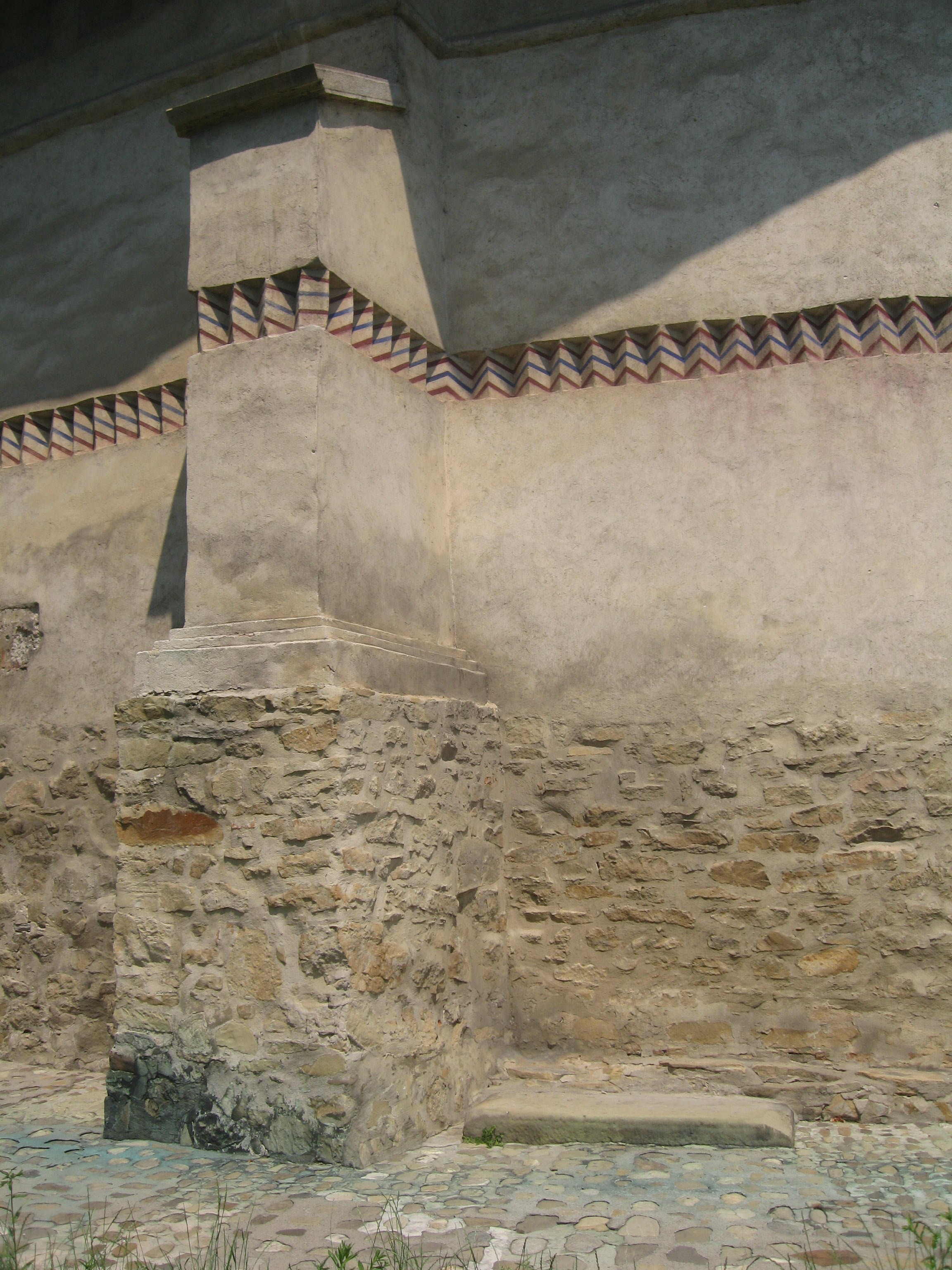
Mormânt aflat lângă peretele sudic al absidei altarului
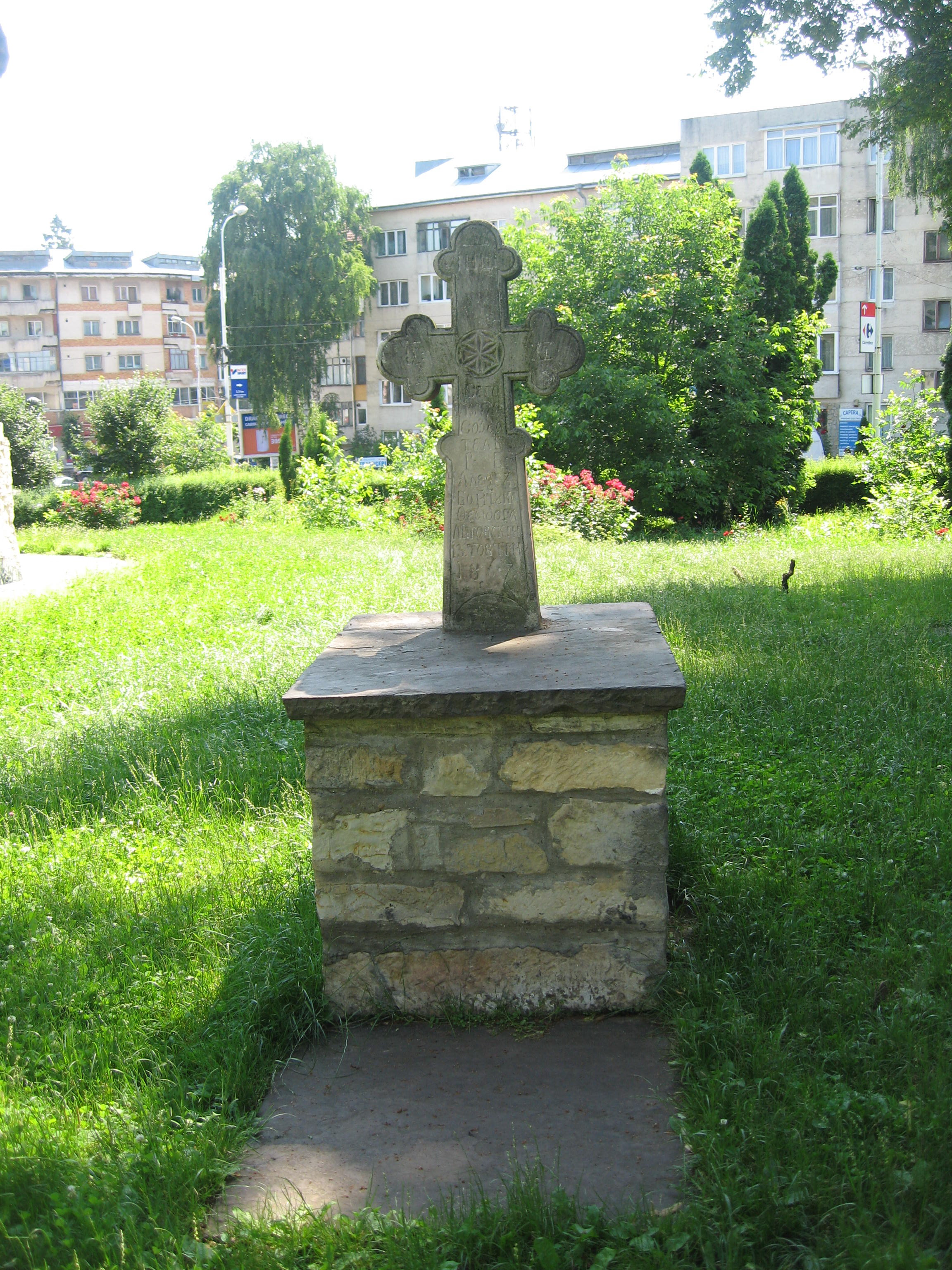
Cruce aflată în curtea bisericii
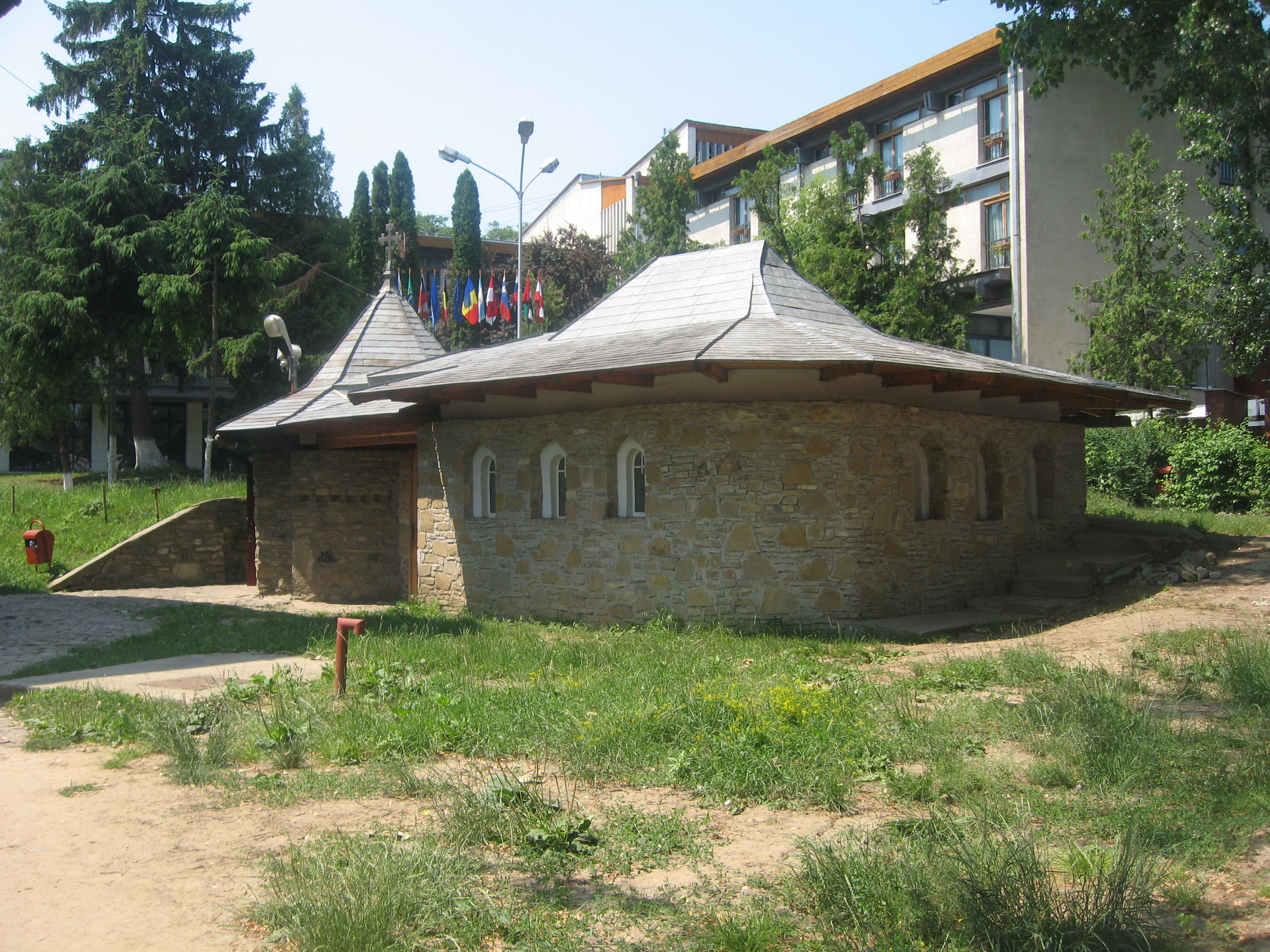
Lumânărarul construit în 2002
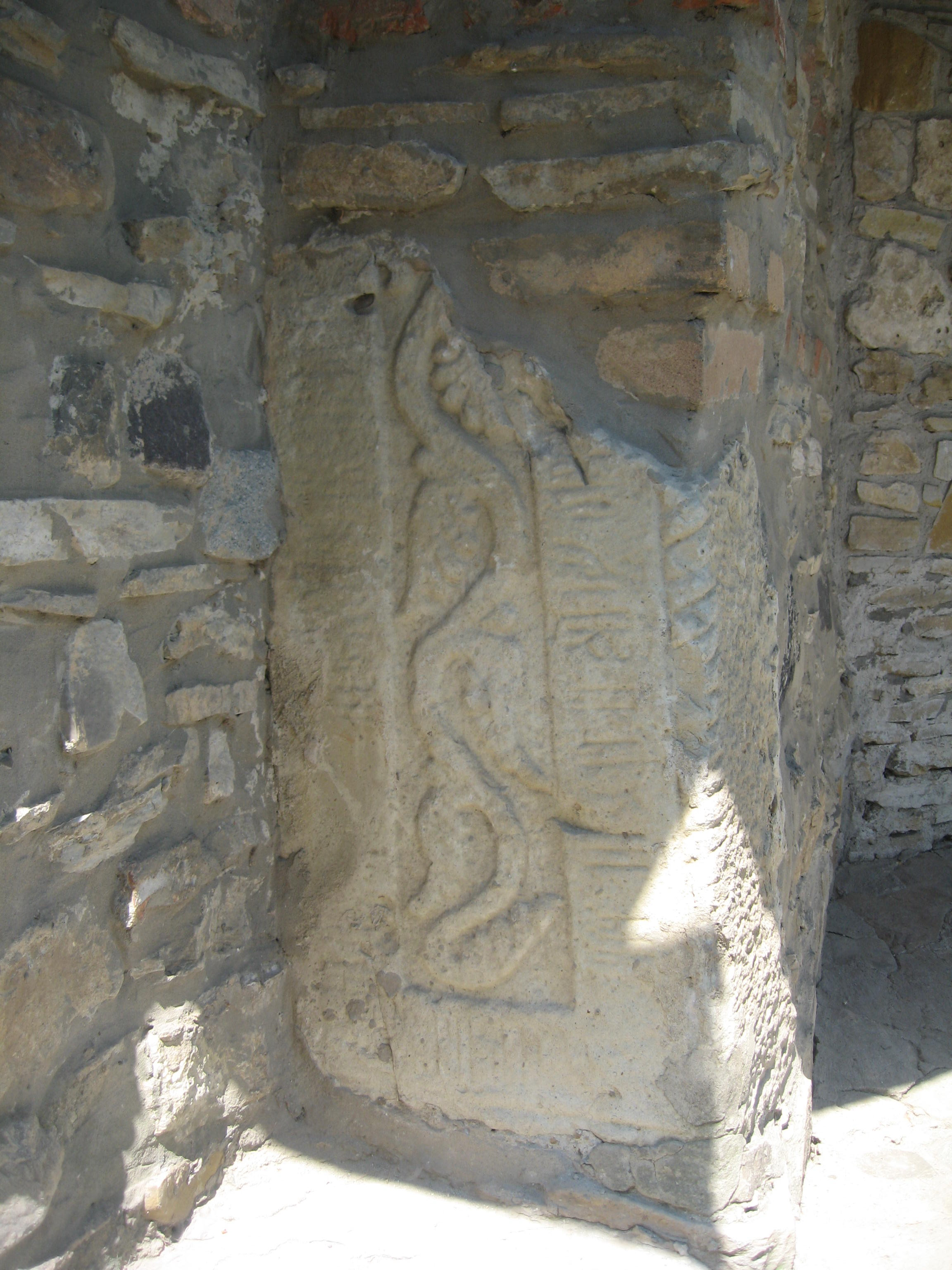
Piatră funerară fragmentară în zidul lumânărarului
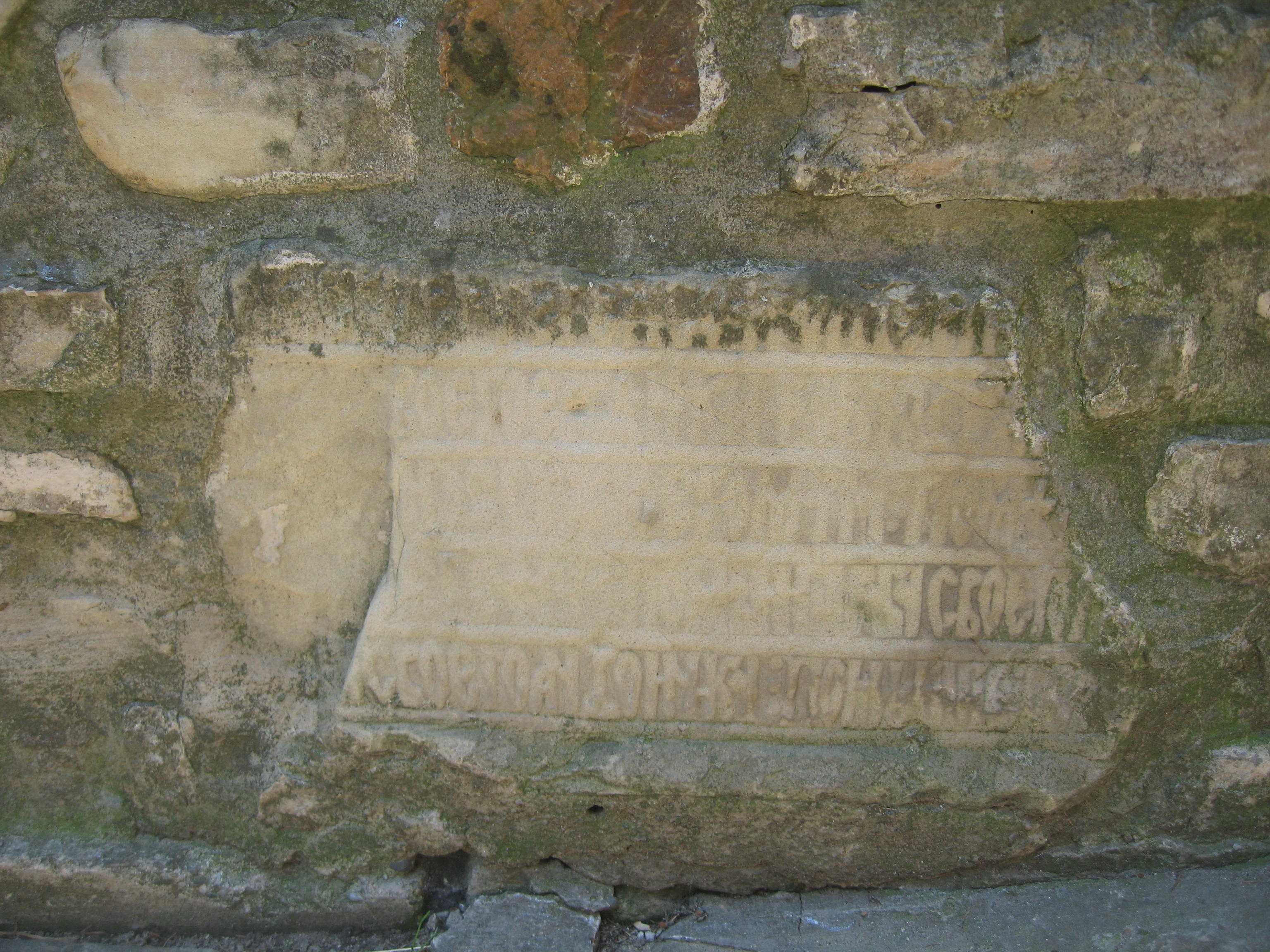
Piatră cu inscripție în zidul lumânărarului